# La Sisla
La Sisla es una comarca geográfica, histórica y culturalsituada en la provincia de Toledo, Castilla-La Mancha, España, con capital en la localidad de Sonseca. Se la puede definir como una zona de transición entre las llanuras de La Mancha y La Jara y la zona de los Montes de Toledo. Cuenta una superficie de 2658.11 km² y tiene 77 219 habitantes (INE 2024)
La Sisla se divide en dos áreas: Sisla Mayor y Sisla Menor, y abarca una extensión media de 2658.11 km².  El nombre de la comarca está asociado con el célebre monasterio jerónimo de Santa María de La Sisla, fundado en 1374 por fray Pedro Fernández Pecha, quien fue el primer monje y prior de la Orden de San Jerónimo. Posteriormente, el monasterio fue convertido en un palacio con motivos masónicos tras la expropiación del inmueble durante las desamortizaciones de Juan Álvarez Mendizábal y la exclaustración de la comunidad jerónima en 1835.

## Toponimia
El nombre de La Sisla ha generado múltiples interpretaciones a lo largo de la historia, todas ellas coincidiendo en su alusión a terrenos no cultivados cubiertos de vegetación densa. Según Sixto Ramón Parro, en su obra Toledo en las manos (1857), «Sisla» procedería del latín silva o selva, términos que designaban antiguamente bosques o matorrales espesos antes de ser despejados por monjes y vecinos para cultivo.
Otra corriente defiende un origen prerromano vinculado al idioma celtíbero, donde sisca o sesca significaba ‘junco’, planta asociada a las riberas de ríos y humedales. Esta etimología conecta con el entorno fluvial original de la comarca y con los numerosos restos de presas y obras hidráulicas romanas y mozárabes en municipios como Villaminaya o Sonseca.
Un tercer enfoque lo relaciona con el matorral o monte bajo, interpretando sisla como derivado de términos que aluden a arbustos y chaparros más que a bosques densos. Estudios sostienen que el topónimo equivaldría a «terreno de matorral», similar al sentido práctico de silva.
La convergencia de estas teorías sugiere que «Sisla» designaba en origen cualquier terreno no cultivado cubierto de vegetación —ya fueran bosques densos, juncos de ribera o matorrales— y que su significado real evolucionó conforme al uso agrícola, las intervenciones monásticas y las infraestructuras hidráulicas desde la antigüedad hasta la Edad Media.
El nombre «Sisla» ha sido adoptado por el instituto secundaria de Sonseca, IES La Sisla en honor a esta comarca.

## Geografía

### Ubicación
La Sisla se sitúa en la parte sur de la provincia de Toledo, dentro de la comunidad autónoma de Castilla-La Mancha, en España. Su capital es la localidad de Sonseca, ubicada en el centro de la comarca. Se la puede definir como un área de transición entre las extensas llanuras de La Mancha, los relieves escarpados de los Montes de Toledo y las dehesas de La Jara, siguiendo el modelo de zonas de paso como La Alcarria o La Manchuela.
La superficie aproximada de La Sisla es de 2658,11 km². Sus límites geográficos, aunque no siempre claramente definidos (véase Municipios), abarcan tradicionalmente los territorios ubicados al sur del río Tajo, al oeste y norte del río Algodor, y al este del río Torcón.

Dentro de la comarca, se distingue una subdivisión tradicional entre la Sisla Menor y la Sisla Mayor, separadas por el curso del río Guajaraz. Los municipios situados al oeste del Guajaraz conforman la Sisla Menor, mientras que los ubicados al este forman parte de la Sisla Mayor.
| Noroeste: Torrijos         | Norte: La Sagra       | Nordeste: Mesa de Ocaña y Vega de Aranjuez |
| Oeste: La Jara             |                       | Este: La Mancha y Mesa de Ocaña            |
| Suroeste: Montes de Toledo | Sur: Montes de Toledo | Sureste: Montes de Toledo                  |

### Orografía
La Sisla se sitúa en la Submeseta Sur de la Meseta Central, con una altitud media de entre (700-800 m s. n. m.).  Tiene su punto más alto en el Pico Peñafiel, en San Pablo de los Montes, con 1.421 metros, y el más bajo en Cobisa, con 596 metros. El relieve presenta un claro gradiente norte-sur: en el norte, el río Tajo da paso a las llanuras próximas a La Sagra, mientras que al sur, el macizo de los Montes de Toledo constituye la zona más montañosa.

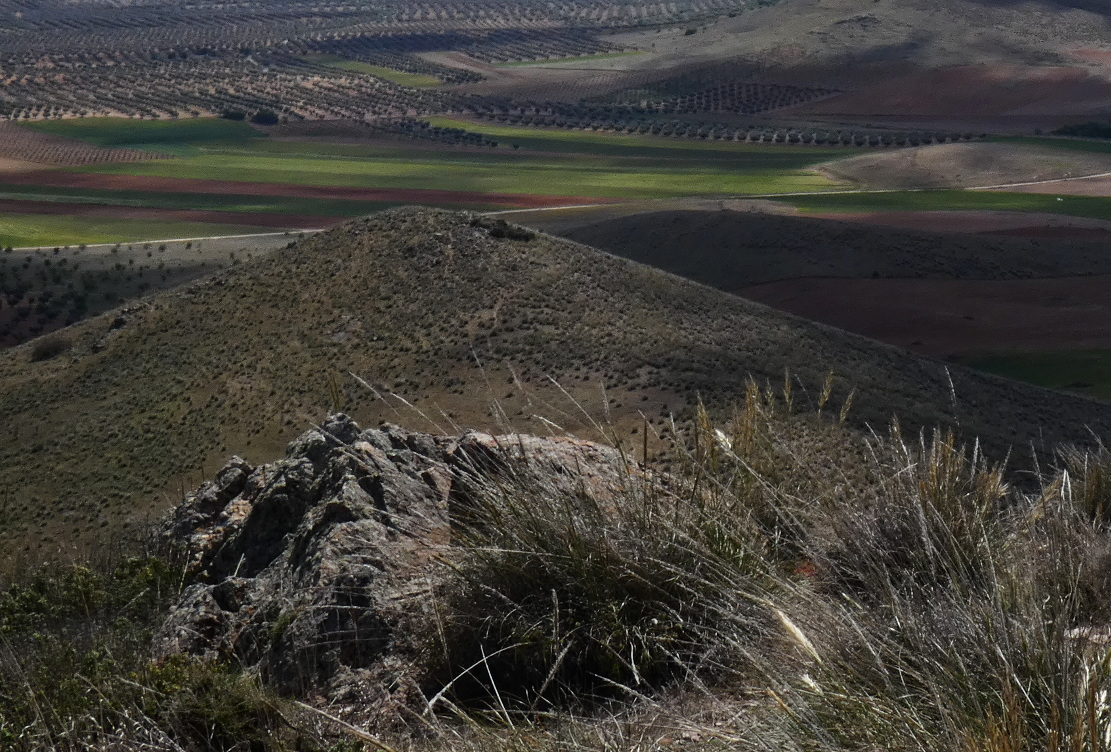
Sierra de Nambroca

En el sector sur destacan varias sierras de alta cota. La sierra de Los Yébenes alcanza su punto más alto en los riscos homónimos, con una altitud de (1 065 m s. n. m.). Junto a ella, la sierra de Marjaliza forma una subunidad de intrusivos hercínicos, y la sierra de Ventas con Peña Aguilera ocupa el extremo suroriental del macizo.
Más al este, la sierra de Layos se alza con el Cerro Monte de Layos, que alcanza los (1 062 m s. n. m.). Hacia el suroriente se encuentra la alineación Mora–Gálvez, cuyos afloramientos graníticos se sitúan entre (650–800 m s. n. m.).
En el centro-sur sobresale la sierra de Nambroca, cuyo pico más elevado es el Marica, con (944 m s. n. m.), junto a los cerros Pedro (929 m s. n. m.) e Ingertales (910 m s. n. m.).

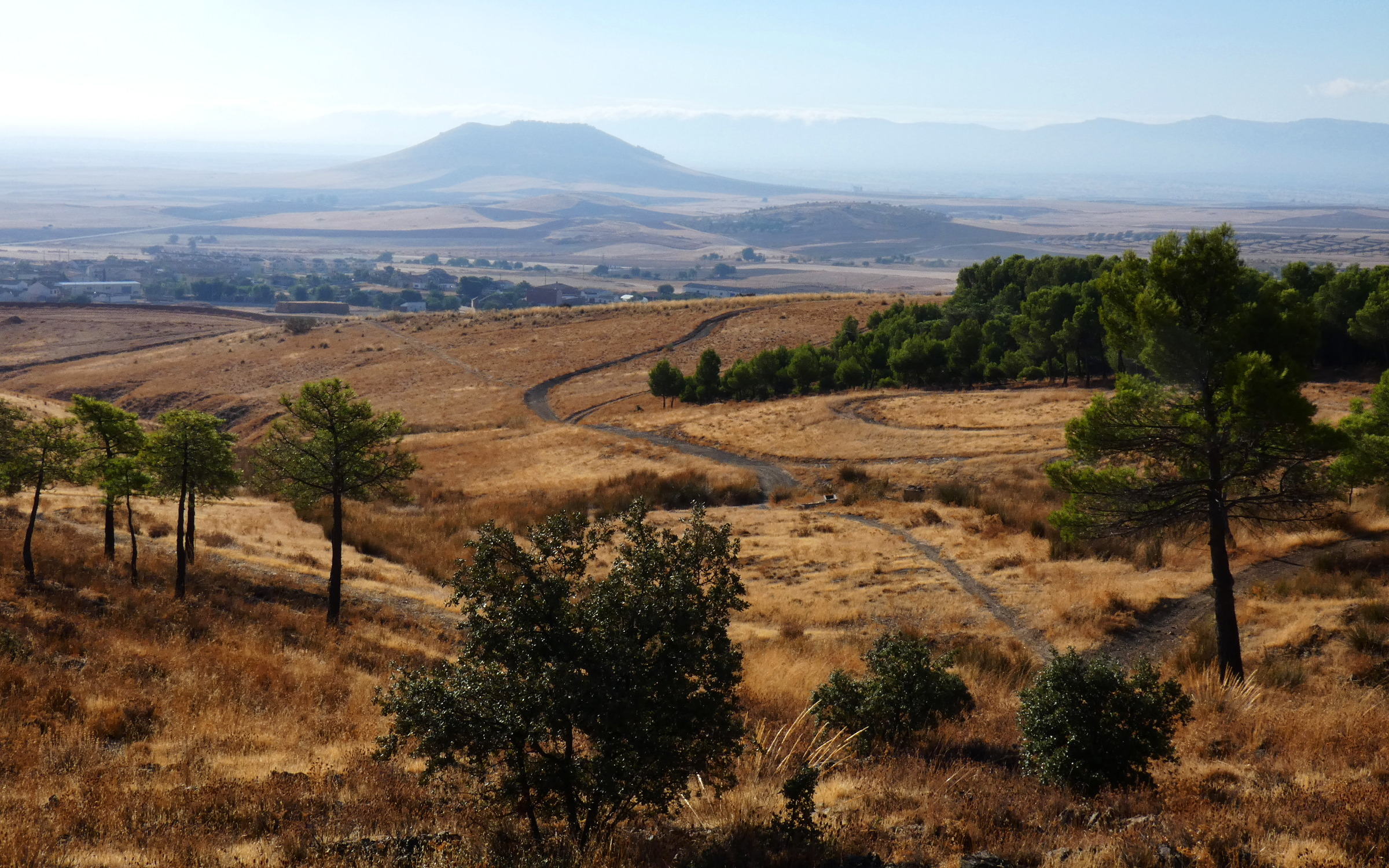
Sierra de Noez

Al oeste, la sierra de Almonacid culmina en el Cerro Oliva, con (901 m s. n. m.).
También forman parte del relieve local la sierra del Castañar (Dehesa del Castañar, Mazarambroz), con cotas que llegan hasta (1 200 m s. n. m.); la sierra del Buey en Mora, cuyo pico alcanza (896 m s. n. m.); 
Al suroeste aparece la sierra de Noez, donde destaca el pico de Noez, que alcanza los (1 035 m s. n. m.).

### Geología
El basamento de La Sisla está formado por rocas metamórficas y plutónicas de origen paleozoico, especialmente migmatitas y granitoides derivados de la orogenia hercínica. En diversas zonas afloran diques filonianos de leucogranitos, aplitas y pórfidos graníticos moscovíticos. En algunos sectores aparecen también rocas sedimentarias paleozoicas, como cuarcitas, areniscas, pizarras y conglomerados plegados durante la orogenia varisca. Los valles y terrazas fluviales se hallan cubiertos por depósitos neógenos cuaternarios (coluviones y rañas) compuestos por cantos cuarcíticos en matriz arcillo-limosa.

### Hidrografía

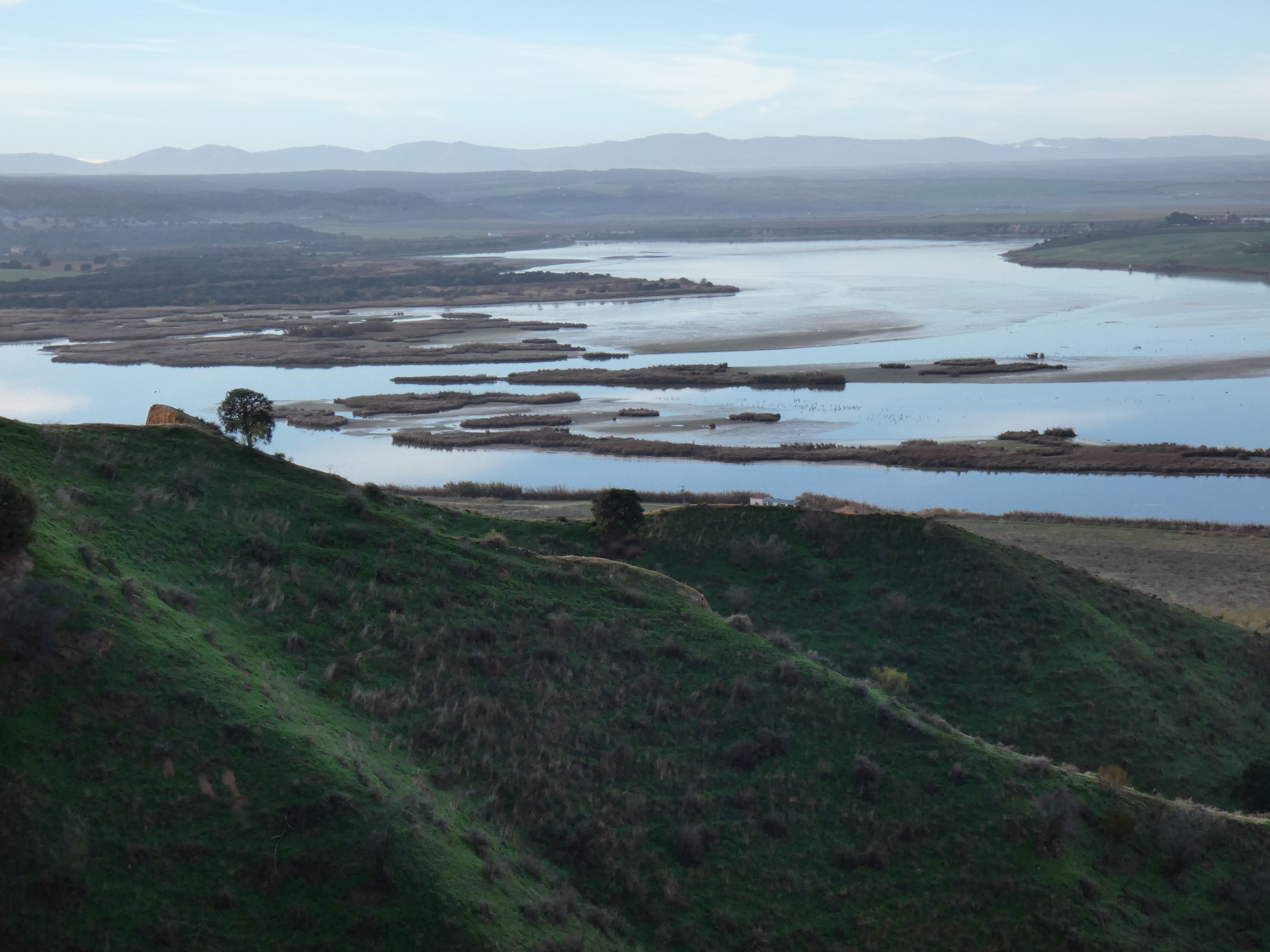
Embalse de Castrejón

La comarca de La Sisla forma parte en su totalidad de la cuenca hidrográfica del Tajo, cuyas aguas modelan profundamente su configuración territorial. El río Tajo discurre por el límite norte de La Sisla a lo largo de varios kilómetros, aportando un caudal medio estacional con variaciones significativas entre estiaje e inundaciones. A su paso por Toledo, el caudal medio por hora ronda los 22,9 m³/s, cifra que se mantiene estable frente a la serie histórica de los últimos cuarenta años.  En tierras sisleñas, pero también en torrijeñas se encuentra el embalse de Castrejón.
El Tajo delimita la frontera con La Sagra y Torrijos.
El río Algodor atraviesa la zona oriental de la comarca tras nacer en la Laguna del Navajo, a 822 m s. n. m., y recorre 102 km antes de unirse al Tajo en Aceca, cerca de Algodor. A lo largo de su curso, el Algodor alimenta el embalse de Finisterre, con una capacidad de 133 hm³ y cuyas obras finalizaron en 1977 y el  embalse del Castro, de 8 hm³ de volumen total.
El Algodor delimita la frontera con La Mancha, Montes de Toledo y La Mesa de Ocaña.

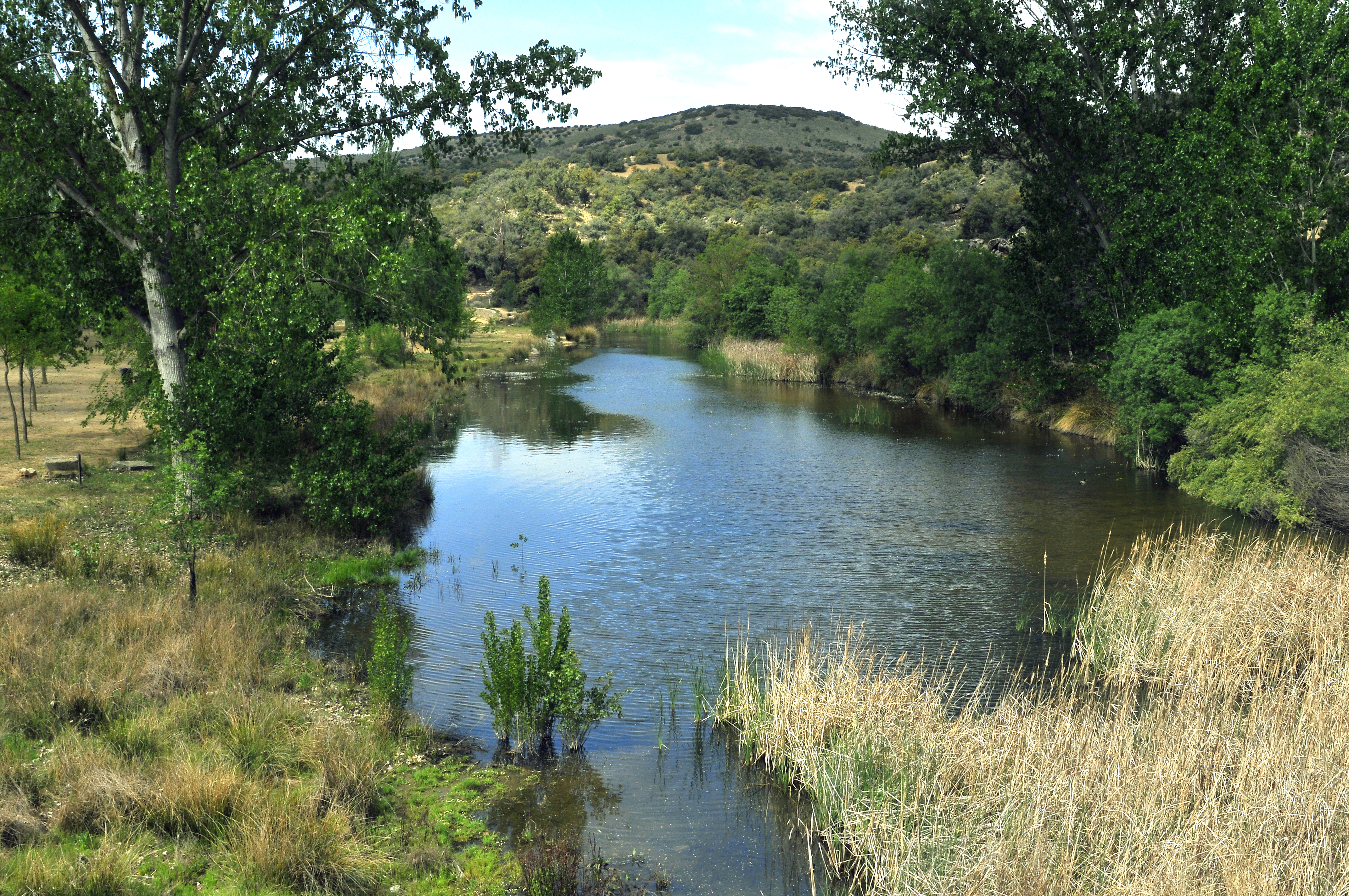
Río Torcón a la altura de San Martín de Montalbán

El río Torcón discurre por el sector occidental de la comarca, regulado por el embalse del Torcón, de 7 hm³ de capacidad y 63 ha de superficie, que asegura el abastecimiento en episodios de sequía. En sus márgenes afloran arroyos de cierto caudal estacional, como el Arroyo del Mimbre y el Arroyo de las Cuevas, que contribuyen a la recarga de balsas locales y al mantenimiento de manantiales dispersos.
El Torcón delimita la frontera con La Jara y Montes de Toledo.
En el corazón de La Sisla, el río Guajaraz nace en el término de Mazarambroz y fluye hacia el norte, dividiendo la comarca en Sisla Mayor y Sisla Menor. Sobre sus aguas se levanta el embalse de Guajaraz, de 25 hm³ de volumen total (17 hm³ útiles) y una superficie de 160 ha, que abastece al municipio de Argés y circunvecinos. En este cauce se conservan además vestigios de la antigua presa romana de La Alcantarilla, usada para el suministro a la ciudad de Toledo en época romana.
Además de los ejes fluviales mayores, decenas de arroyos tributarios menores, como el arroyo Bracea, el Arroyo de la Veguilla y el Arroyo de Casalgordo, drenan valles secundarios y alimentan balsas agrícolas y abrevaderos tradicionales en torno a Sonseca y pueblos colindantes.
Por último, los manantiales de base kárstica en los Montes de Toledo y los acuíferos detríticos del sur alimentan con moderación caudales continuos en épocas de estiaje, configurando un entramado hídrico que sustenta tanto la agricultura de regadío como la fauna acuática y el abastecimiento local.

### Biodiversidad

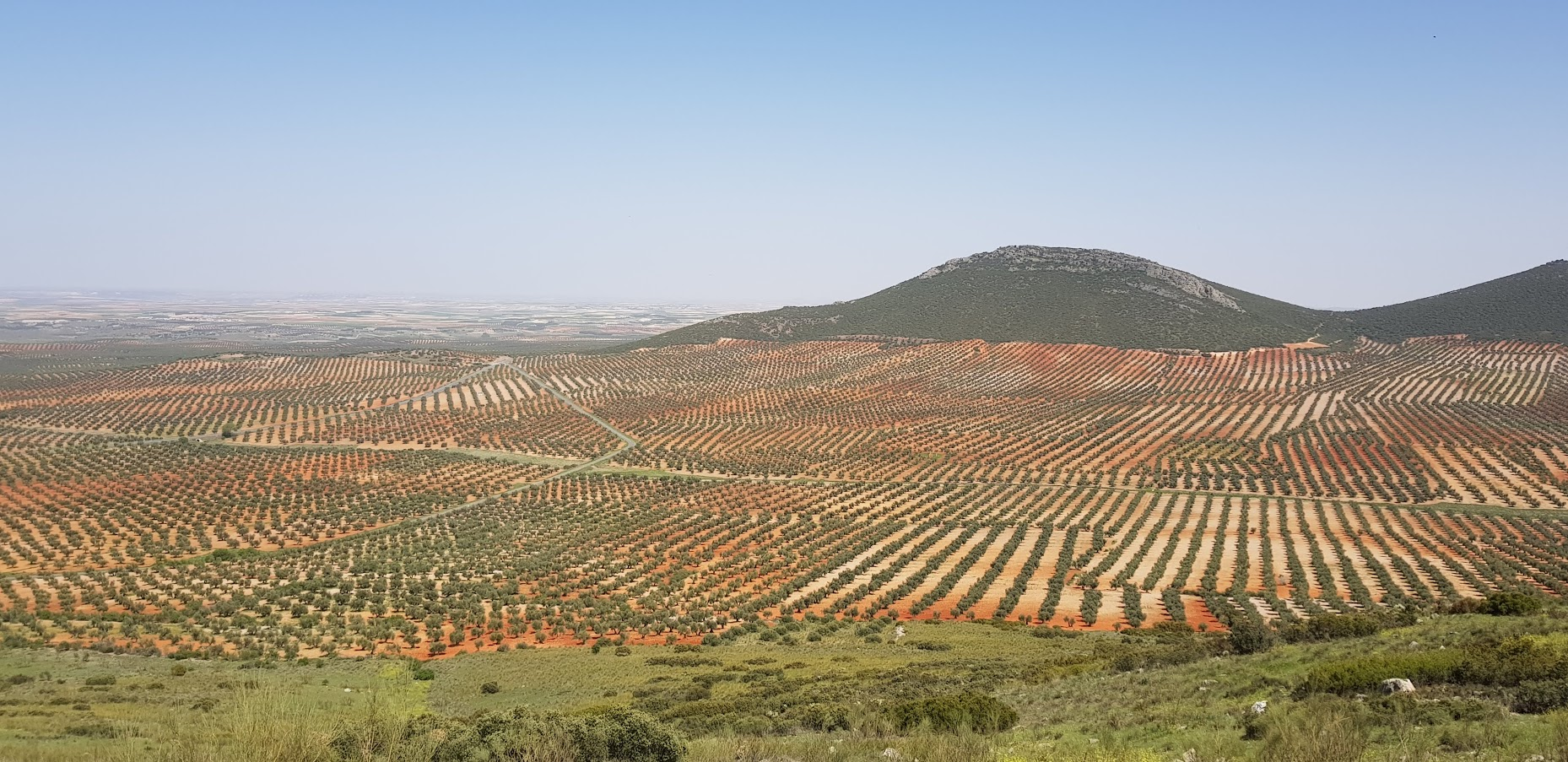
Campo de olivos en Mora

En las áreas de dehesa del centro y montes del sur predominan los encinares de Quercus ilex y los quejigares de Quercus faginea, acompañados por olivos (Olea europaea) y enebrales de Juniperus communis. En el sotobosque arbustivo aparecen arbustos como Phillyrea latifolia, Arbutus unedo, Rhamnus alaternus y Erica arborea, junto a hierbas perennes como Ampelodesmos mauritanicus.
Las riberas de los arroyos Guajaraz, Cochino y Zarzalejo son ocupadas por galerías de álamos negros (Populus nigra), sauces blancos (Salix alba), fresnos de hoja estrecha (Fraxinus angustifolia) y olmos comunes (Ulmus minor), junto a carrizo (Arundo donax) y espadaña (Typha latifolia).
En la parte dedicada al cultivo de cereal y olivar, los bordes de parcela y eriales acogen herbáceas como Papaver rhoeas, Malva sylvestris, Onopordum acanthium, Plantago lanceolata, Lactuca serriola y Sonchus oleraceus, junto a gramíneas resistentes como Stipa tenacissima, Hordeum murinum, Avena sterilis y Brachypodium retusum. Además de estas, son frecuentes Origanum vulgare y Centaurea cyanus. También es importante el cultivo de Vitis vinifera.

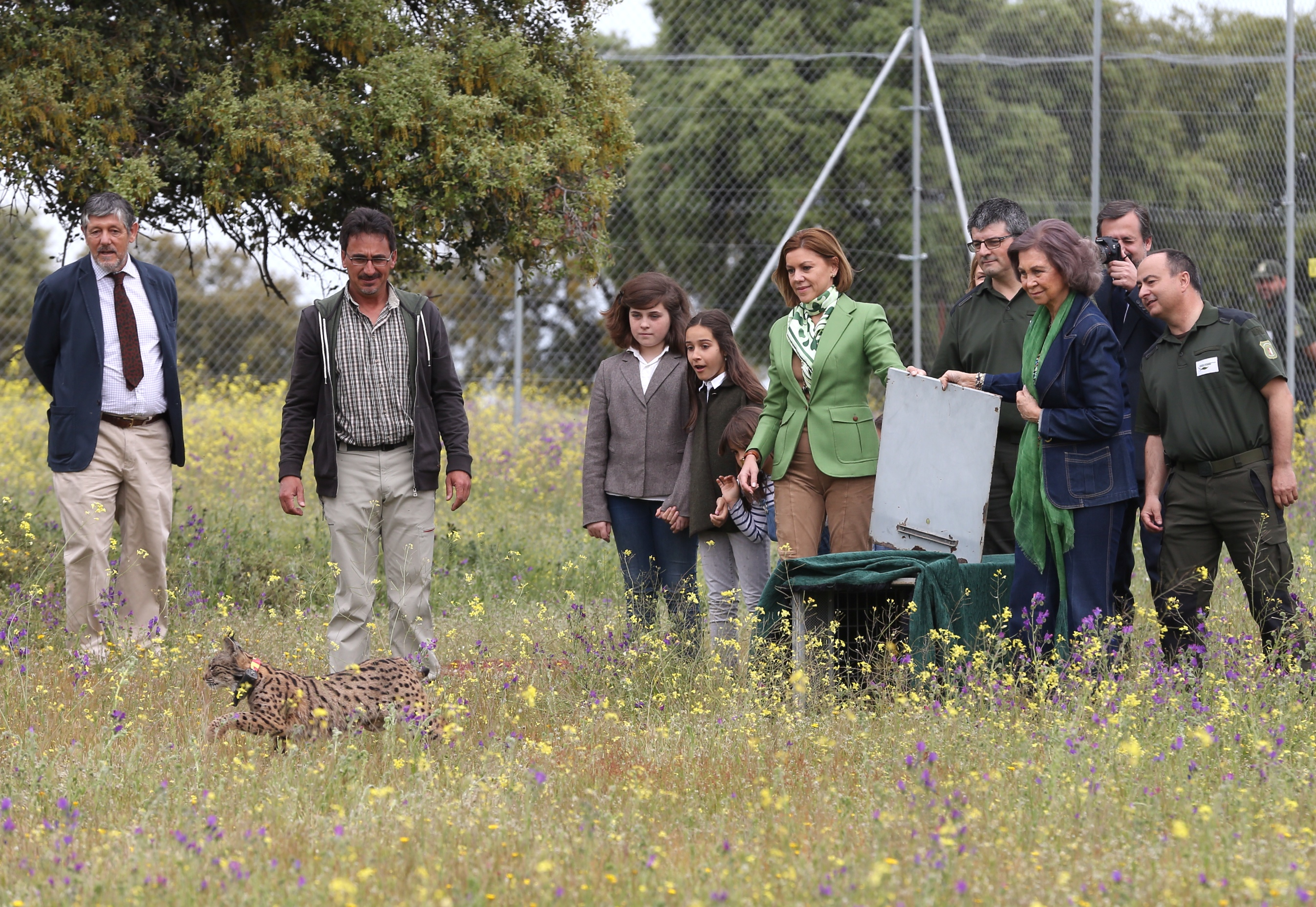
Liberación de linces en 2015 por la Reina Sofía y María Dolores de Cospedal, presidenta de Castilla-La Mancha.

La fauna terrestre incluye mamíferos cinegéticos y pequeños roedores adaptados a la mosaico de monte y cultivo: Oryctolagus cuniculus, Lepus granatensis, Apodemus sylvaticus y Microtus arvalis, junto a pequeños carnívoros como Vulpes vulpes, Genetta genetta y Mustela nivalis. En las noches, los quirópteros comunes como Pipistrellus pipistrellus y Rhinolophus ferrumequinum vigilan insectos entre árboles y praderas.
La Sisla enfrenta desafíos debido a plagas recurrentes de conejos y también de langostas. Estas plagas tienen impacto en la vegetación y en la agricultura, dado que pueden provocar daños a los cultivos, algo muy común en la historia de la comarca sobre todo con las langostas.
En Mazarambroz se ha llevado a cabo con éxito la reintroducción del Lynx pardinus, el Lince ibérico, una de las especies más emblemáticas y en peligro de extinción de la península ibérica. 
Las aves reproductoras y migratorias incluyen paseriformes y rapaces: Passer domesticus, Turdus merula, Phoenicurus ochruros y Emberiza calandra, junto a rapaces diurnas como Buteo buteo y Aquila adalberti.
En los ecosistemas acuáticos temporales y roquedales habitan anfibios y reptiles como Salamandra salamandra, Pleurodeles waltl, Chalcides bedriagai y Podarcis muralis, algunas de ellas incluidas en el Catálogo Español de Especies Amenazadas.

Los invertebrados emblemáticos de praderas y márgenes albergan mariposas como Melitaea didyma, Euphydryas aurinia y Zygaena filipendulae, además de escarabajos como Lucanus cervus y abejas como Osmia bicornis.

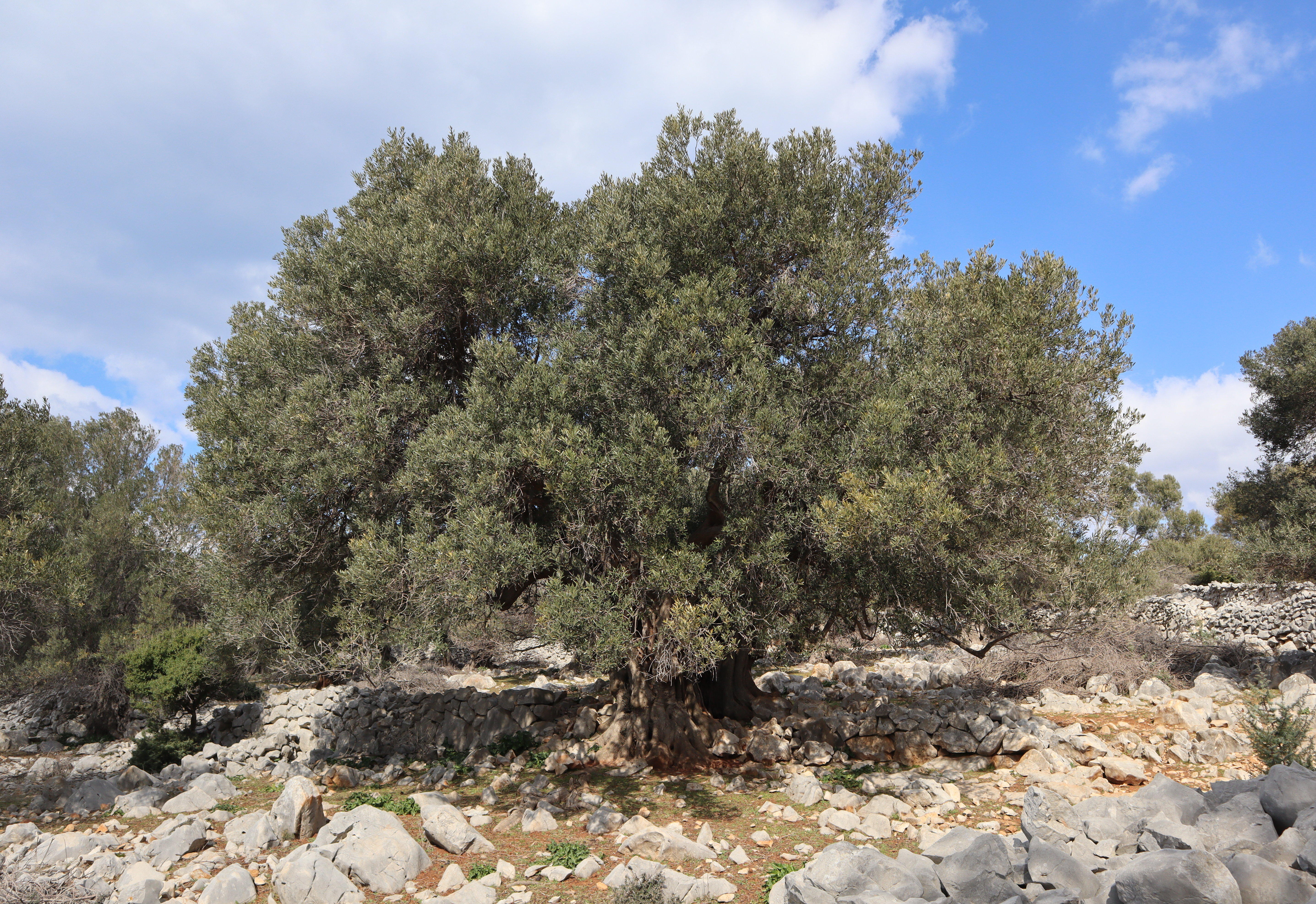
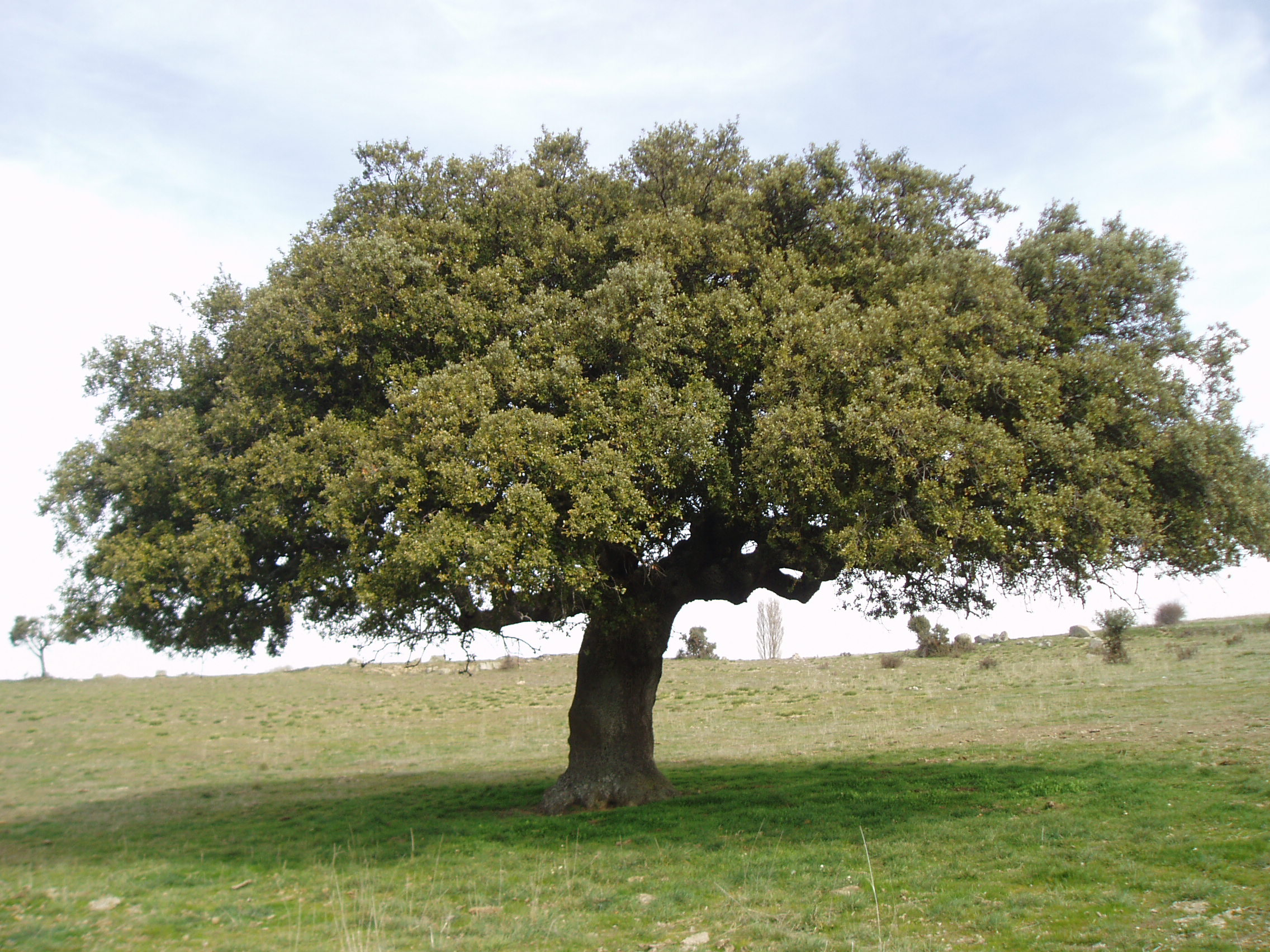
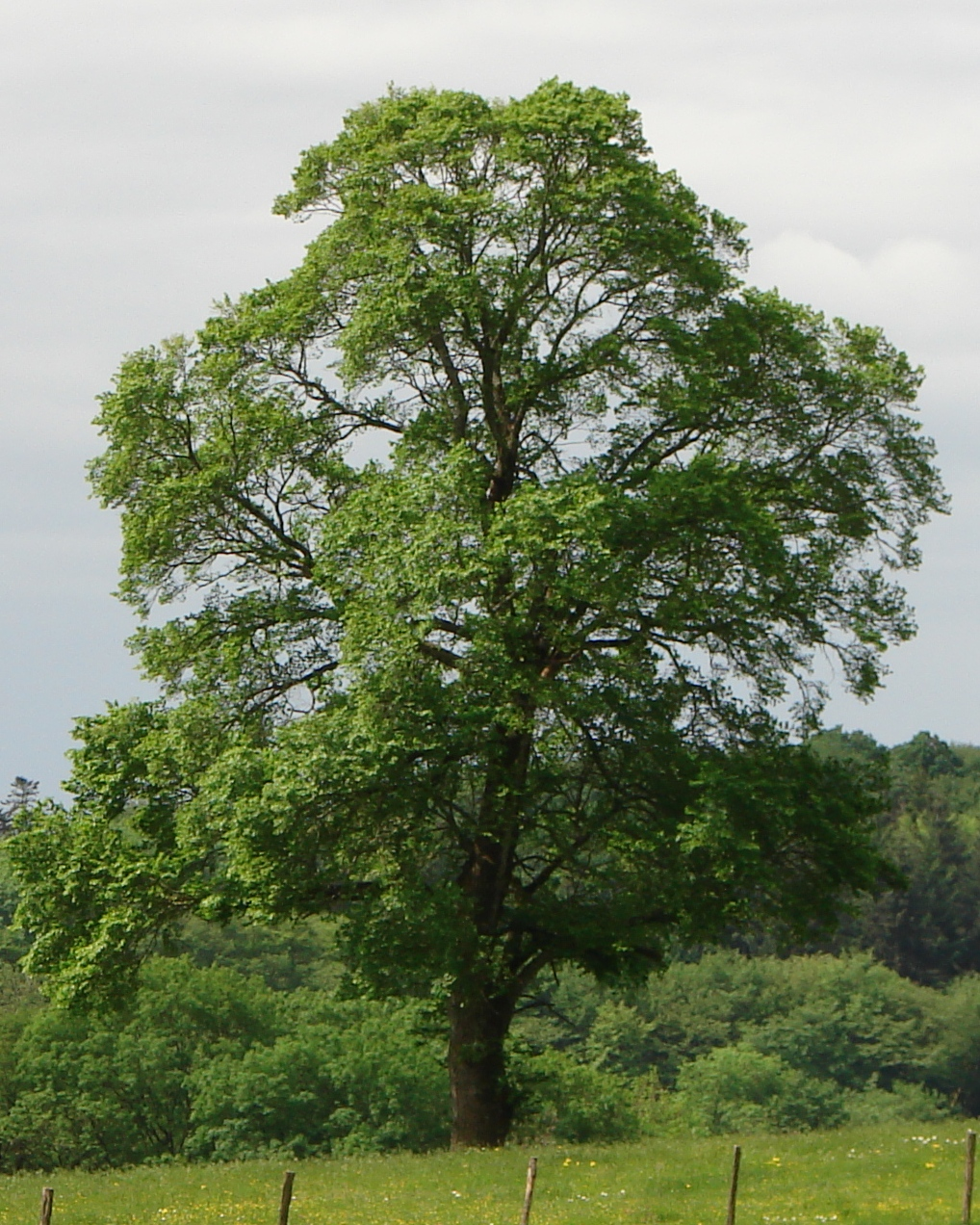
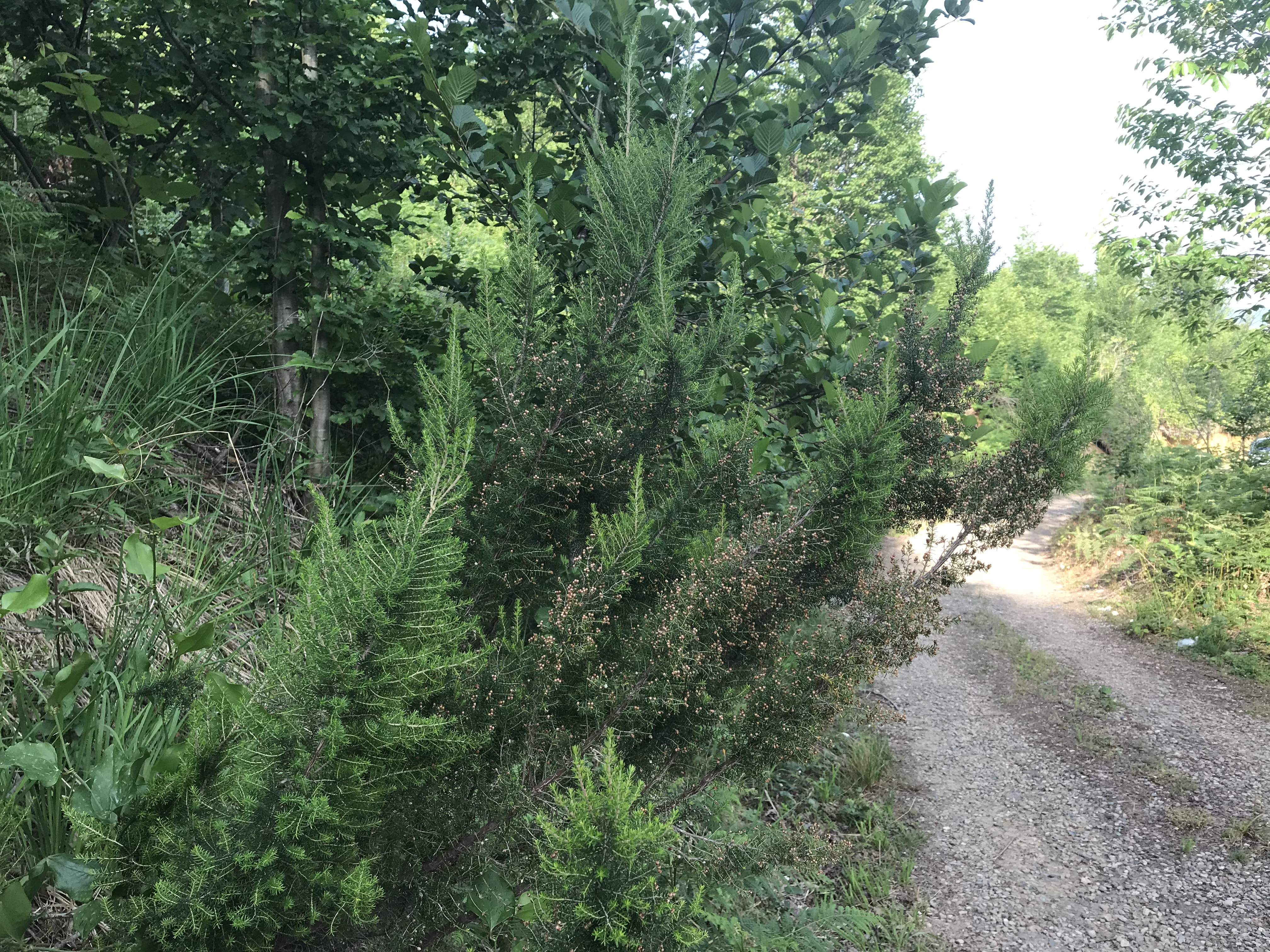
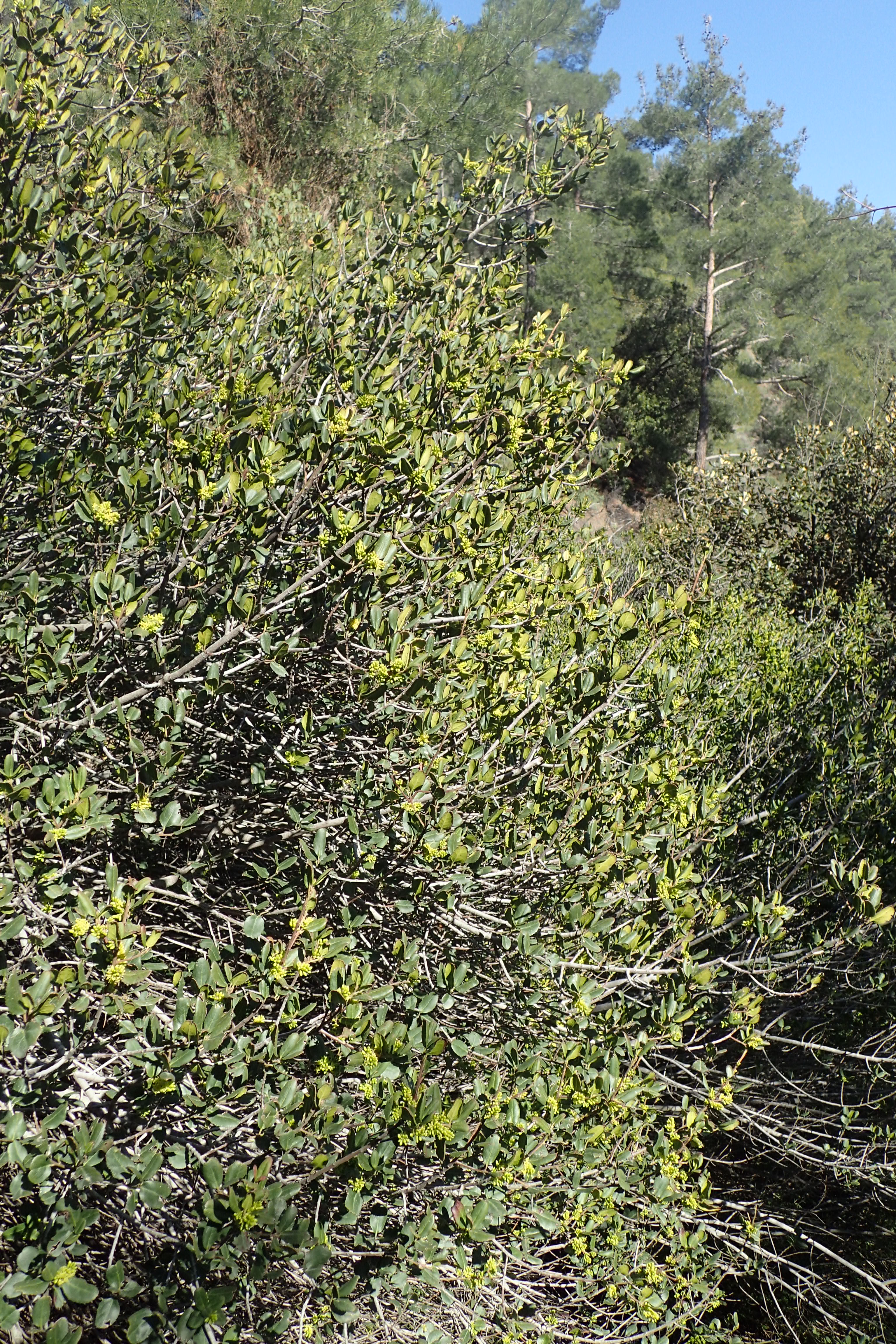

### Clima
El clima de La Sisla se clasifica como semiárido frío (BSk), concretamente clima mediterráneo continental (Csa). Los inviernos son fríos y secos, con frecuentes heladas, mientras que los veranos son muy calurosos y casi sin precipitaciones. Las lluvias, escasas y mal repartidas, se concentran en otoño y primavera, siendo habitual un marcado déficit hídrico anual.
La temperatura media anual en La Sisla es de 15,5 °C, con oscilaciones que van desde mínimas medias cercanas a 0 °C en enero hasta máximas medias de 32 °C en julio.
La precipitación anual promedia unos 450 mm, concentrándose entre octubre y mayo, mientras que los meses de junio a septiembre presentan una sequía casi total. La temporada libre de heladas (crecimiento de plantas) se extiende de forma habitual entre el 30 de marzo y el 12 de noviembre, abarcando unos 227 días al año donde la temperatura no desciende de 0 °C.
La insolación media diaria supera los 3,2 kWh/m², con picos de 8,2 kWh/m² en julio y mínimos de 2,1 kWh/m² en diciembre, lo que equivale a más de 3 300 horas de sol al año.

El viento dominante sopla del noroeste con una velocidad media anual de unos 12 km/h, alcanzando rachas máximas en primavera que acentúan la sensación de sequedad.
| Parámetros climáticos promedio de Mora | Parámetros climáticos promedio de Mora | Parámetros climáticos promedio de Mora | Parámetros climáticos promedio de Mora | Parámetros climáticos promedio de Mora | Parámetros climáticos promedio de Mora | Parámetros climáticos promedio de Mora | Parámetros climáticos promedio de Mora | Parámetros climáticos promedio de Mora | Parámetros climáticos promedio de Mora | Parámetros climáticos promedio de Mora | Parámetros climáticos promedio de Mora | Parámetros climáticos promedio de Mora | Parámetros climáticos promedio de Mora |
| Mes                                    | Ene.                                   | Feb.                                   | Mar.                                   | Abr.                                   | May.                                   | Jun.                                   | Jul.                                   | Ago.                                   | Sep.                                   | Oct.                                   | Nov.                                   | Dic.                                   | Anual                                  |
| -------------------------------------- | -------------------------------------- | -------------------------------------- | -------------------------------------- | -------------------------------------- | -------------------------------------- | -------------------------------------- | -------------------------------------- | -------------------------------------- | -------------------------------------- | -------------------------------------- | -------------------------------------- | -------------------------------------- | -------------------------------------- |
| Temp. máx. media (°C)                  | 12.9                                   | 14.1                                   | 14.9                                   | 16.2                                   | 17.8                                   | 20.6                                   | 21.9                                   | 22.9                                   | 21.7                                   | 19.0                                   | 15.8                                   | 13.8                                   | 17.6                                   |
| Temp. mín. media (°C)                  | 7.8                                    | 7.6                                    | 8.8                                    | 9.8                                    | 11.6                                   | 13.7                                   | 15.6                                   | 15.9                                   | 14.9                                   | 12.7                                   | 10.4                                   | 8.5                                    | 11.4                                   |
| Precipitación total (mm)               | 130.3                                  | 98.7                                   | 101.0                                  | 82.6                                   | 75.0                                   | 45.7                                   | 30.7                                   | 33.1                                   | 61.5                                   | 115.6                                  | 141.0                                  | 139.0                                  | 1054.2                                 |
| Días de precipitaciones (≥ 1 mm)       | 14                                     | 12                                     | 11                                     | 12                                     | 10                                     | 6                                      | 4                                      | 5                                      | 7                                      | 11                                     | 13                                     | 14                                     | 119                                    |
| Fuente:                                |                                        |                                        |                                        |                                        |                                        |                                        |                                        |                                        |                                        |                                        |                                        |                                        |                                        |

## Historia

### Época pre-romana
La región de La Sisla ha sido habitada desde tiempos muy remotos. Durante el final de la Edad del Bronce, alrededor del siglo XIII a. C., la cultura de Cogotas I dejó sus primeras huellas en la zona. Esta cultura, considerada proto-celta, marcó el límite de su influencia en La Sisla. Los habitantes de Cogotas I se caracterizaban por su cerámica distintiva y sus asentamientos fortificados, pero su presencia en La Sisla fue más limitada comparada con otras regiones más densamente pobladas.

Distribución de los Celtas en su máximo apogeo

Con la llegada del primer milenio a. C., los celtas comenzaron a migrar hacia la península ibérica desde los actuales Alpes. Los celtas que se establecieron en La Sisla eran parte de los Carpetanos, una tribu que hablaba el idioma celtíbero. Los Carpetanos eran conocidos por su organización social y sus habilidades en la metalurgia. La cercanía con Toledo, una ciudad relevante en la región celtibérica, sugiere que la influencia celta en La Sisla estaba relacionada estrechamente con el centro político y cultural de los Carpetanos.
Durante este período, el terreno de La Sisla, caracterizado por sus bosques densos y su relieve accidentado, limitaba el desarrollo de grandes asentamientos. Sin embargo, la influencia celta se evidenció en los restos arqueológicos encontrados en la región. Pueblos cercanos como Orgaz, que en tiempos antiguos pudo haber sido conocido como Barnices, y Casasbuenas, han revelado vestigios de la cultura celta. Estos hallazgos incluyen cerámica, herramientas de hierro y elementos de la vida cotidiana que proporcionan una visión de la vida en la región durante esta época. Muchos pueblos de la región tienen origen Carpetano, como Mora.

Ubicación de los Carpetanos

Durante el período prerromano, los cartagineses ocuparon brevemente la región de La Sisla como parte de su expansión por la península ibérica. Sin embargo, su control fue efímero. Durante la batalla del Tajo, alrededor del 220 a. C., los cartagineses lograron una victoria frente a una coalición de Carpetanos y otras tribus locales. A pesar del éxito inicial, las dificultades para mantener el control sobre un territorio hostil y la presión constante de las fuerzas carpetanas obligaron a los cartagineses a retroceder, devolviendo La Sisla al dominio Carpetano. 
La dominación romana comenzó en el 179 a. C. cuando los Carpetanos fueron finalmente incorporados al Imperio Romano, marcando el final de la época prerromana en La Sisla. Esta incorporación supuso un cambio fundamental en la región, que pasó de ser un territorio carpetano a formar parte del vasto imperio romano.

### Época romana

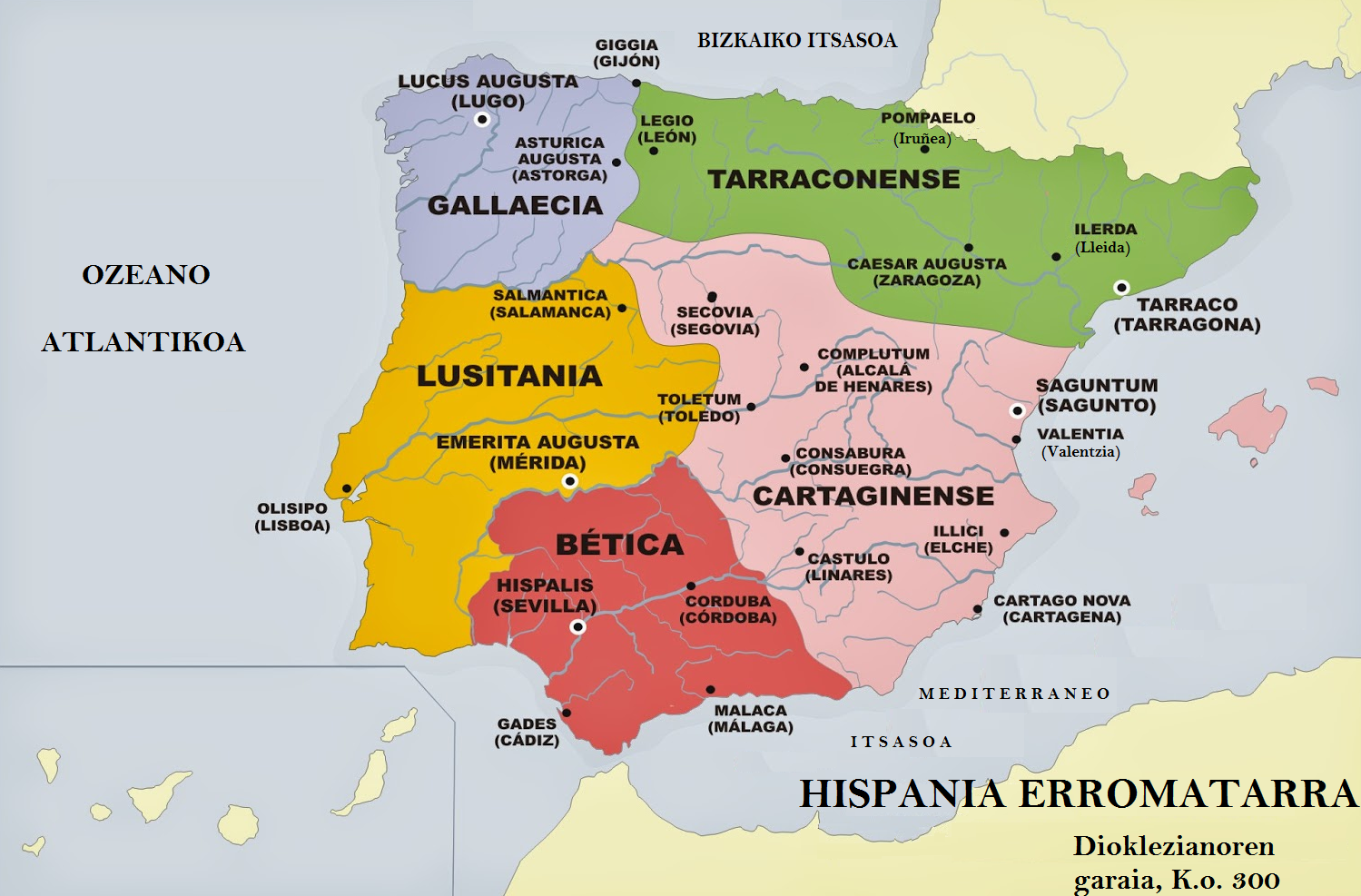
Hispania Romana

El dominio romano en La Sisla comenzó en el 179 a. C., cuando los Carpetanos se unieron a sus aliados los romanos en un proceso de incorporación gradual de la península ibérica al Imperio Romano. Este avance romano se enmarca tras la segunda guerra púnica, que concluyó con la expulsión de Cartago de la península y el establecimiento definitivo de Roma como potencia dominante en la región.
Toletum, la ciudad cercana a La Sisla, se convirtió en un importante centro romano. Su ubicación estratégica le otorgó un papel relevante en la administración y la infraestructura de la provincia. Aunque La Sisla misma estaba cubierta por un denso bosque, lo que la hacía menos adecuada para la agricultura comparada con regiones como La Sagra, su importancia no se limitó a la producción agrícola. La región se integró en el sistema de comunicaciones romanas mediante una red de calzadas que conectaban los principales centros del imperio.

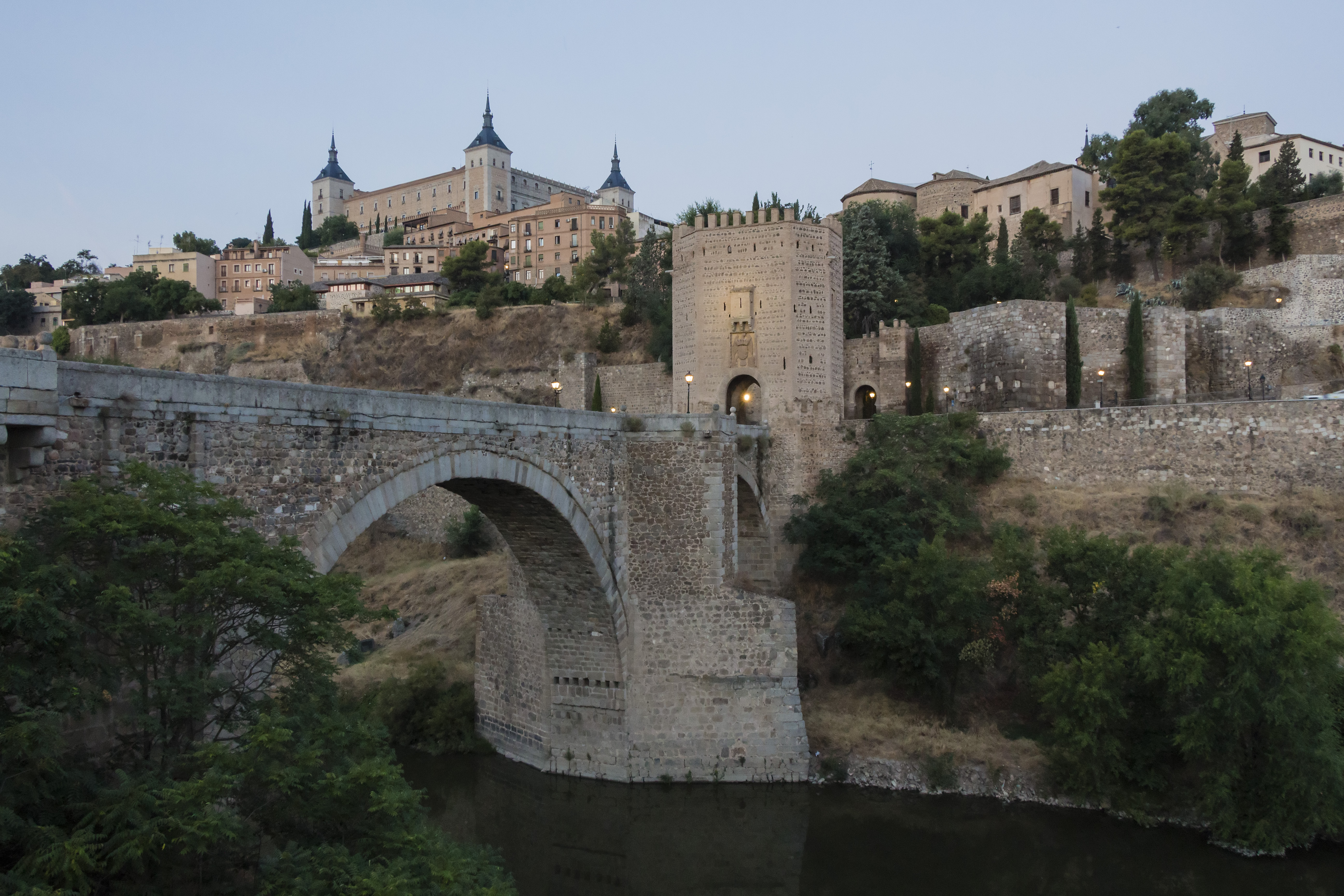
Ciudad de Toledo, situada en el límite histórico entre La Sisla y La Sagra

Una de las calzadas más significativas que atravesaba la región era la que unía Toletum con Corduba (actual Córdoba), que pasaba cerca del actual Arisgotas. Esta calzada facilitaba no solo el comercio entre estas dos importantes ciudades, sino también el movimiento de tropas y recursos. Otra calzada importante pasaba cerca de Layos, extendiéndose hacia Emérita Augusta (actual Mérida). Estas vías de comunicación reflejan la importancia estratégica de La Sisla dentro de la red de transporte romano.
Además de las calzadas, La Sisla fue testigo del desarrollo de importantes obras de infraestructura, como presas romanas que demostraban el ingenio y la habilidad de los romanos en la gestión del agua. Ejemplos notables incluyen la presa romana de Valhermoso en Sonseca y la presa romana de Moracantá en Villaminaya. Estas estructuras no solo servían para el almacenamiento de agua, sino también para el riego de tierras agrícolas y la regulación de los recursos hídricos en la región.
En el 409, los alanos se asentaron brevemente en la península (junto con los suevos y vándalos), incluyendo la región de La Sisla, en las provincias de Cartaginense y Lusitania. Este asentamiento fue efímero, pues su dominio sobre la zona fue corto y no dejó una huella significativa, ni genética ni cultural, posiblemente debido a los densos bosques que rodeaban la región y limitaban la expansión.

En el año 415, el líder visigodo Walia expulsó a los alanos y retomó el control de la región, que pasó a formar parte del Reino Visigodo. Este control visigodo marcó el fin del breve paso romano por la zona y consolidó a La Sisla como parte de la nueva estructura política visigoda, que consolidó su dominio en toda Hispania en las décadas siguientes.
A medida que el Imperio Romano comenzó a declinar, la influencia romana en La Sisla también se desvaneció. La decadencia del poder romano permitió la entrada de los visigodos en la Galia, y su posterior invasión de Hispania culminó con la formación del reino visigodo de Tolosa. Este cambio marcó el fin del dominio romano en la región y preparó el escenario para la invasión de los ostrogodos, quienes finalmente tomarían el control de Roma.

### Alta Edad Media

#### Época visigoda
Tras la expulsión de los visigodos de la Galia por los francos en el 507, los visigodos se establecieron en Hispania, consolidando su capital en Toletum (actual Toledo). La proximidad de La Sisla a esta importante ciudad visigoda propició que la región viviera un período de gran auge. A medida que los visigodos afianzaron su poder en la Península, La Sisla experimentó un notable desarrollo económico y cultural. Durante este período, muchas localidades actuales de La Sisla empezaron a formarse, y el asentamiento de familias visigodas dio un carácter distintivo a la región.
Los reyes visigodos, que encontraban en los montes de Toledo un espacio ideal para la caza, dejaron una huella indeleble en la región. Estos montes cercanos a La Sisla, frecuentados por la realeza visigoda, no solo aumentaron la importancia de la zona como lugar de recreo, sino que también impulsaron el crecimiento de las poblaciones cercanas. De hecho, algunas localidades como Casalgordo (actualmente parte de Sonseca) y Arisgotas (perteneciente al municipio de Orgaz) reflejan este dinamismo, al albergar importantes estructuras visigodas.

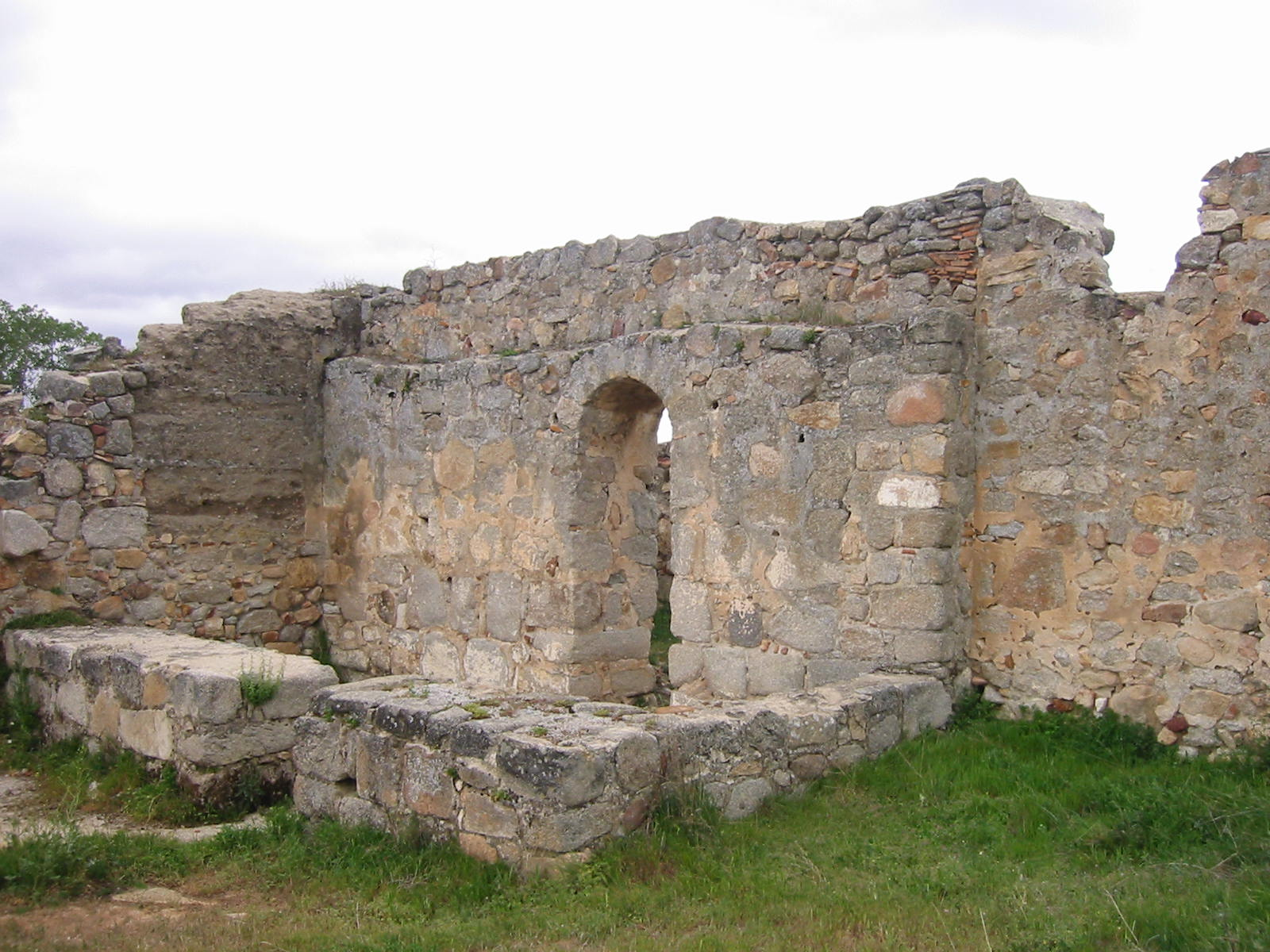

En Casalgordo, en lo que hoy es Sonseca, se construyó la iglesia de San Pedro de la Mata, construido durante el reinado de Wamba  (aunque ya había un monasterio anterior que data de aproximadamente 50 años antes) una de las primeras edificaciones visigodas que se conocen, lo que hace que esta área sea clave para entender el desarrollo visigodo en La Sisla. San Pedro de la Mata tiene una gran importancia histórica, no solo por ser un ejemplo arquitectónico de la época, sino por su posible rol como el primer edificio visigodo erguido en la península ibérica.
Por otro lado, en Arisgotas, se encuentra el yacimiento de Los Hitos, en Orgaz. Este sitio presenta una basílica visigoda de tres naves, con columnas decoradas y una cabecera con tres ábsides, que data de los siglos VI y VII. La basílica es un claro reflejo de la influencia religiosa y arquitectónica visigoda en la región. Además, en el mismo yacimiento se ha hallado un palacio visigodo, cuyo piso superior parece haber sido utilizado para representaciones ceremoniales, mientras que el piso inferior se transformó en una cripta funeraria con más de 50 tumbas. Esta rica herencia visigoda, que se evidencia en el sitio de Los Hitos, refuerza la idea de que la zona fue de gran relevancia para los visigodos durante su dominación.

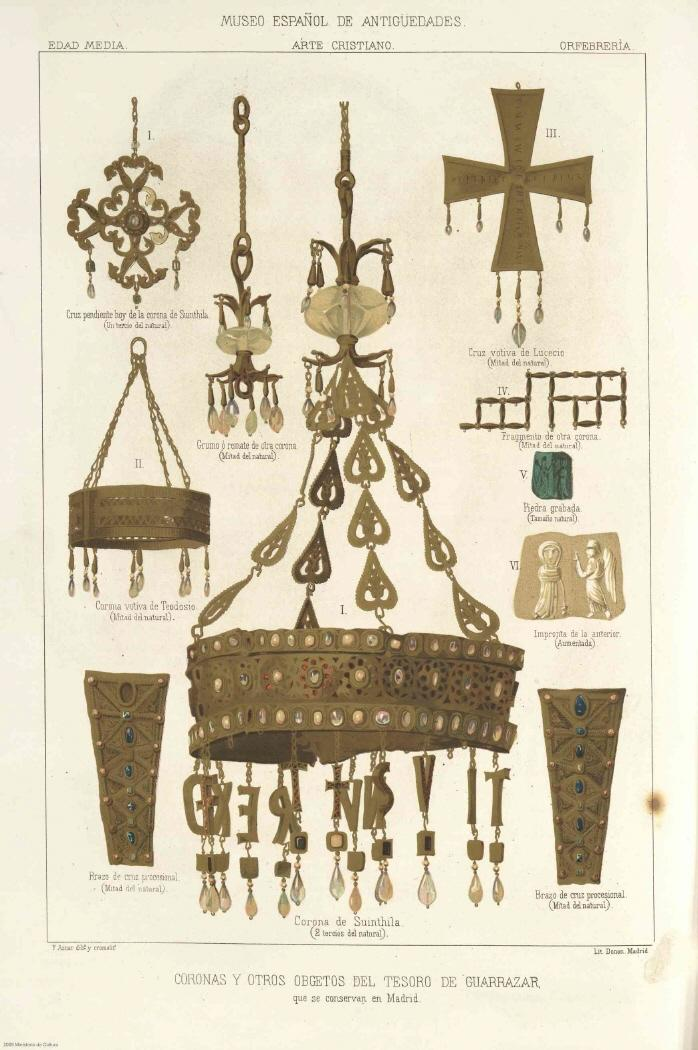

El tesoro de Guarrazar, descubierto en Guadamur, también es testigo de la importancia de La Sisla en la época visigoda. Este tesoro, considerado uno de los hallazgos más significativos de la época, contiene coronas, cruces y otros objetos de oro, muchos de los cuales se cree que eran ofrendas votivas. El hallazgo del tesoro es particularmente relevante porque no solo demuestra la riqueza y el poder de la región en ese período, sino que también subraya la cercanía de Guadamur a Toledo, lo que refuerza la idea de que La Sisla era una zona clave para los visigodos, tanto en términos políticos como culturales.
Aunque la mayoría de Hispania seguía siendo de predominio hispanorromance, La Sisla, en ese momento aún boscosa y poco poblada, se convirtió en una región mayormente habitada por visigodos. A lo largo de los siglos, las familias visigodas se establecieron en estas tierras, y aunque adoptaron el latín y abandonaron el gótico, la huella de sus ancestros germánicos es bastante grande, aunque en los posteriores siglos vendrían aquí leoneses y posteriormente castellanos, que serían mayoría en la zona, normalmente se mezclaron con esta población visigoda, dando lugar a los actuales habitantes de la comarca.
Con la invasión musulmana de la península en 711, la región vivió un cambio drástico. Los musulmanes llegaron a Toledo en el 712, pasando por Arisgotas y Orgaz antes de tomar la ciudad sin resistencia. Sin embargo, el legado visigodo en La Sisla perduró a través de los siglos, dejando una marca profunda en su cultura e historia.

#### Era musulmana
Durante la era musulmana, La Sisla formaba parte del Califato de Córdoba, un extenso estado islámico centrado en la ciudad de Córdoba, que alcanzó su apogeo durante el reinado de los Omeyas en la península ibérica. Aunque el legado musulmán en La Sisla no es tan prominente como en otras regiones, su influencia es aún notable en algunos aspectos de la historia local.

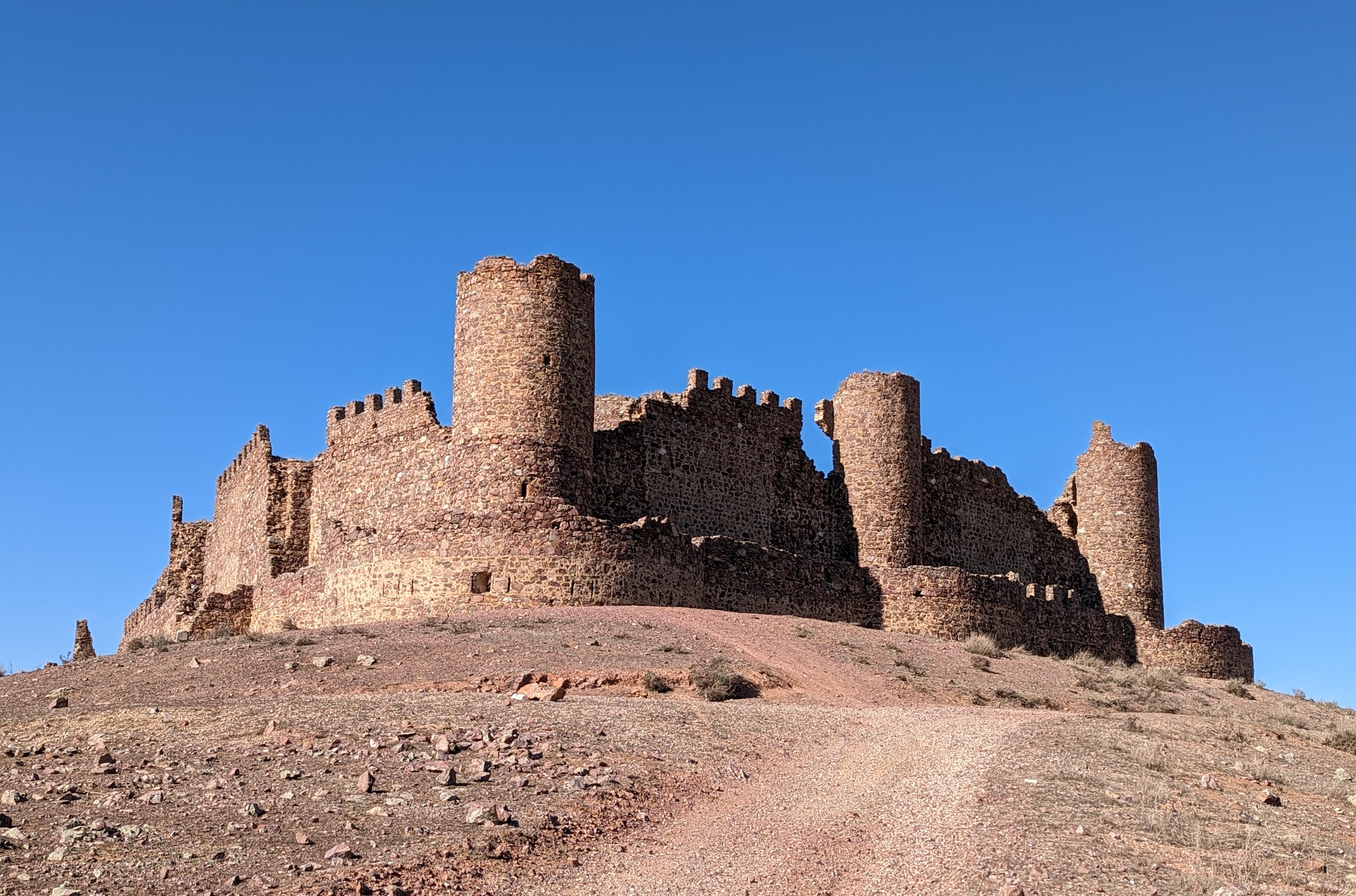
Castillo de Almonacid

Uno de los monumentos significativos de esta época es la Torre Tolanca, construida por el Taifa de Toledo. Esta torre se erigió como una fortificación defensiva para protegerse de las incursiones del Taifa de Badajoz, una entidad musulmana rival. La existencia de esta torre subraya la importancia estratégica de la región durante el periodo de fragmentación del Califato en taifas, pequeños estados musulmanes que surgieron tras el colapso del Califato de Córdoba.
Otro ejemplo relevante de la influencia musulmana en la región es el Castillo de Almonacid, situado en Almonacid. Este castillo fue construido para vigilar un importante camino que conectaba la región con La Mancha por medio de un antiguo camino. La fortaleza servía tanto para la defensa como para el control de las rutas comerciales y militares que cruzaban La Sisla, destacando la importancia estratégica de la región en la red de comunicaciones y defensas de la época.
La Reconquista, el proceso de recuperación de territorios ibéricos ocupados por los musulmanes, llevó a la caída de Toledo en 1085 bajo el reinado de Alfonso VI. La reconquista de Toledo tuvo profundas repercusiones en la región de La Sisla. La zona pasó a formar parte del dominio cristiano, y las localidades que habían estado bajo control musulmán fueron reincorporadas a los reinos cristianos en crecimiento. Este cambio marcó el inicio de un nuevo periodo en la historia de La Sisla, con la integración de la región en el reino cristiano y el comienzo de la repoblación y reorganización bajo el dominio cristiano.

### Plena y Baja Edad Media
La Plena Edad Media trajo consigo importantes cambios en La Sisla, marcando un periodo de consolidación y desarrollo que definió la estructura de muchos de los municipios actuales. Durante esta época, se consolidaron los pueblos que hoy conocemos, como Casasbuenas, Nambroca, Cobisa y Chueca, entre otros. Estos asentamientos comenzaron como caseríos dependientes de la ciudad de Toledo, pero con el tiempo, ganaron autonomía y se establecieron como entidades independientes.

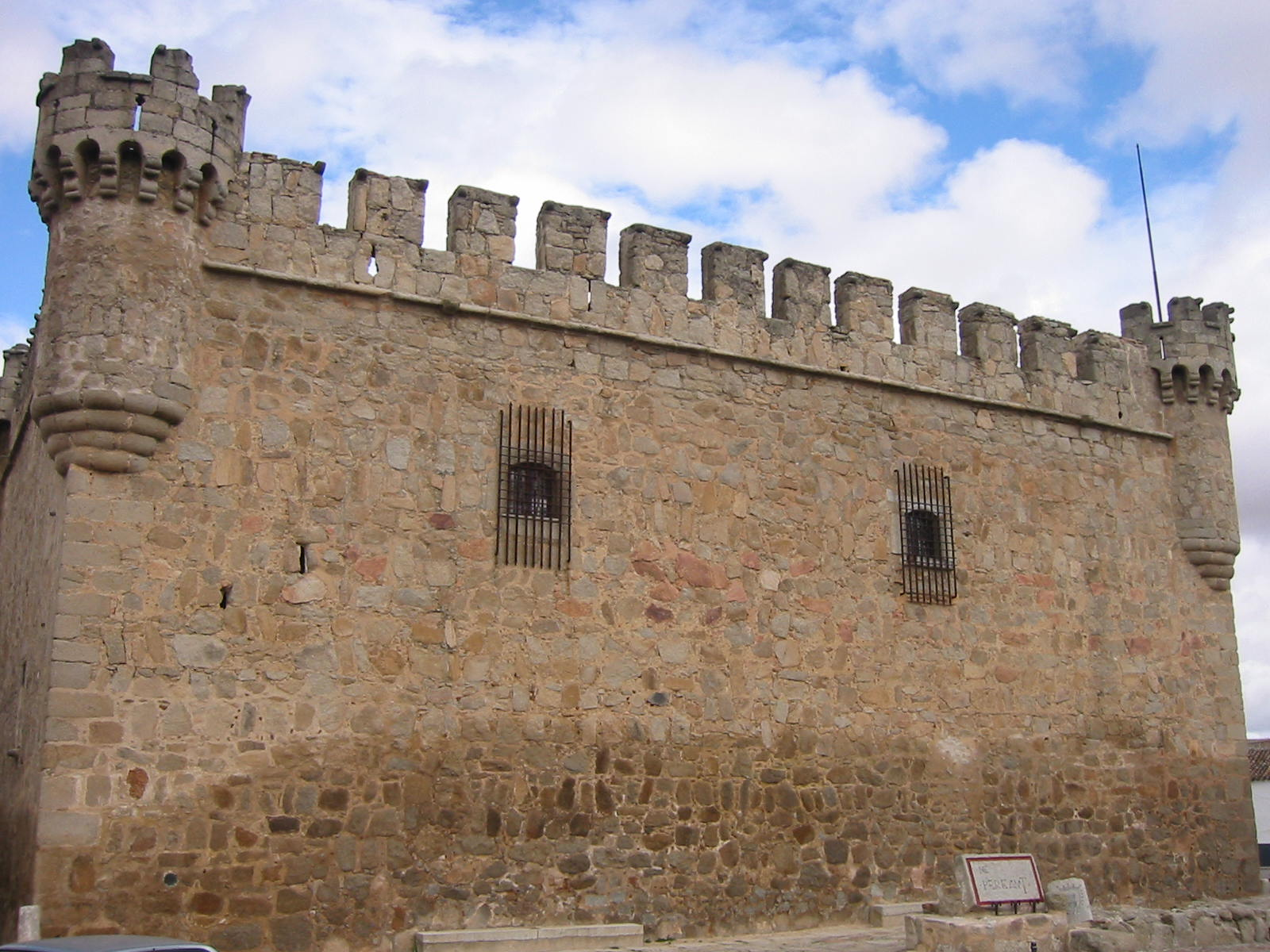
Castillo de Orgaz

Un elemento fascinante de esta época es la intersección entre la historia y el mito. Uno de los relatos más conocidos es el de Rodrigo Díaz de Vivar, el Cid Campeador, quien según la leyenda, residió en el Castillo de Orgaz. El mito sostiene que Jimena, la esposa del Cid, era hija del conde de Orgaz, lo que añade una capa de romance y nobleza a la historia de la región. Aunque la evidencia histórica sobre esta conexión es probablemente falso, el relato ha perdurado en la tradición popular y se ha convertido en parte fundamental de la cultura de La Sisla.
Durante la Baja Edad Media, La Sisla vivió una transformación profunda, marcada por una deforestación que cambió el paisaje de la región. La deforestación no se debió únicamente a la explotación de los recursos forestales, sino también a la necesidad de ampliar las áreas cultivables. A medida que el bosque fue eliminado, se crearon terrenos destinados al cultivo, que eran ya la base económica de la región. Sin embargo, en esta época se llevó a cabo una deforestación del poco bosque que quedaba, debido a la creciente demanda de madera para la construcción de barcos, los cuales eran vitales para las expediciones y la colonización de América.
Además, durante la Guerra de las Comunidades de Castilla (1520-1521), la localidad de Mora, que era la más poblada y relevante de La Sisla en ese momento, sufrió un incendio. Esto afectó a la infraestructura, aunque el pueblo fue reconstruido pocos años después.

### Edad Moderna
En el período de la Edad Moderna, La Sisla atravesó una serie de transformaciones significativas que marcaron su desarrollo. La llegada de los Reyes Católicos y la posterior centralización administrativa bajo los Habsburgo tuvieron un impacto profundo en la comarca. La decisión de trasladar la capital de Toledo a Madrid en 1561 dejó a La Sisla con una disminuida relevancia económica y administrativa. La pérdida de la centralidad de Toledo afectó a las ciudades cercanas, que vieron reducido su protagonismo y su influencia en el ámbito regional.
Durante la guerra de sucesión española (1701-1714), La Sisla enfrentó una grave crisis debido a la presión fiscal impuesta por las autoridades. Las cargas económicas y los conflictos bélicos provocaron un fuerte deterioro en las condiciones de vida de sus habitantes, afectando la estabilidad social y económica de la comarca. La situación se agravó aún más con las adversidades climatológicas que se produjeron a mediados del siglo XVIII.
La falta de lluvias durante este período tuvo consecuencias devastadoras para la agricultura, que era la principal fuente de sustento en la región. Las cosechas fueron arruinadas, especialmente en Mora y Sonseca, donde la escasez de alimentos se sumó a los efectos de las plagas de langostas. Estas plagas causaron una grave hambruna que acentuó la crisis económica y demográfica en la comarca, generando una gran dificultad para los habitantes de La Sisla.

### Edad Contemporánea
La Edad Contemporánea para La Sisla estuvo marcada por una serie de eventos tumultuosos y cambios profundos. La invasión napoleónica trajo consigo varias batallas en la región, siendo la batalla de Mora (1808) una de las más significativas. Esta batalla, junto con la de Almonacid, evidenció la importancia estratégica de La Sisla durante la guerra de la Independencia española. Los enfrentamientos dejaron una huella duradera en la zona, con consecuencias económicas y sociales que tardaron en superarse.

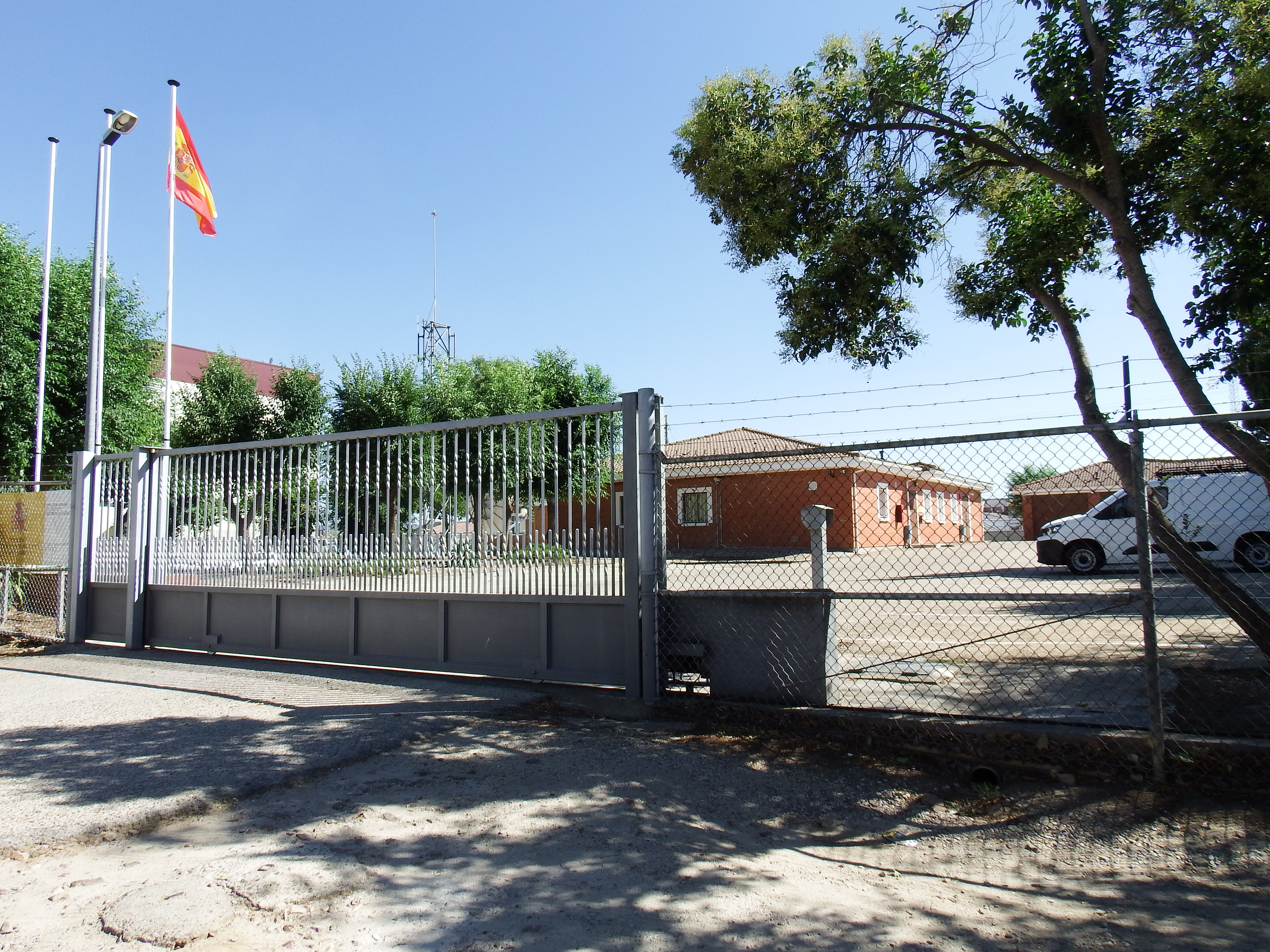
Estación Sismológica de Sonseca

A medida que avanzaba el siglo XIX, La Sisla experimentó un proceso de modernización debido a las reformas impulsadas por la Ley de Desamortización de Mendizábal en 1836. Esta ley, que buscaba redistribuir tierras y reducir la influencia de los bienes eclesiásticos, tuvo un impacto considerable en la estructura social y económica de la comarca. Aunque el proceso fue doloroso, facilitó la adaptación de La Sisla a los tiempos modernos, permitiendo un avance hacia una mayor integración en el panorama nacional.
Durante las guerras carlistas, La Sisla se alineó firmemente con el bando liberal. La localidad de Mora, en particular, jugó un papel destacado al enviar tropas para combatir a los carlistas. Este período de inestabilidad política terminó con la consolidación de la España liberal, aunque no sin dejar cicatrices en la región. La inestabilidad se intensificó con el advenimiento del siglo XX, cuando la gripe española de 1918 afectó a La Sisla, aunque con menos severidad que en otras regiones.
La guerra civil española (1936-1939) tuvo un efecto devastador en La Sisla. Aunque los combates no fueron tan intensos como en otras zonas del país, la región permaneció leal a la República hasta el final. Las calles quedaron devastadas y las pérdidas humanas fueron considerables. Durante la dictadura franquista, La Sisla vivió un periodo de transformación y crecimiento. En la parte oriental, se construyó el embalse de Finisterre, actualmente en Mora, y se estableció una base americana en Sonseca tras los Pactos de Madrid. Además, se construyó una estación sismológica para monitorear actividades nucleares, siendo la única en funcionamiento en España.
La industrialización de Sonseca durante esta época resultó en un rápido crecimiento económico, destacándose en sectores como la ebanistería y la confitería. Sin embargo, a partir de los años 90, el crecimiento de la población se estancó en la mayor parte de La Sisla y, en 2008, la crisis económica global tuvo un impacto devastador en la región. La pérdida de la industria y el prestigio que Sonseca había logrado se convirtió en una realidad dura para la comunidad, marcando el fin de una era de prosperidad y el inicio de un desafío para la recuperación.

### Contemporaneidad
En la actualidad, La Sisla está en un proceso de adaptación a los cambios socioeconómicos y demográficos del siglo XXI. La región, que experimentó una significativa transformación durante la época franquista, ha estado lidiando con las secuelas de la crisis económica de 2008, que tuvo un impacto profundo en su economía y estructura social. Sonseca, una vez un centro industrial próspero, ha visto una disminución en su actividad económica, particularmente en los sectores de la ebanistería y la confitería, que en su día fueron muy prominentes.

## Demografía
La Sisla cuenta con 77 219 habitantes (INE 2024), y tiene una densidad de 32.085 habitantes por km².
| 1.º | Sonseca | 11.328 hab. |  |
| 2.º | Mora    | 9.930 hab.  |  |
| 3.º | Argés   | 7.014 hab.  |  |

| 1.º | Casasbuenas | 193 hab. |  |
| 2.º | Chueca      | 249 hab. |  |
| 3.º | Marjaliza   | 264 hab. |  |

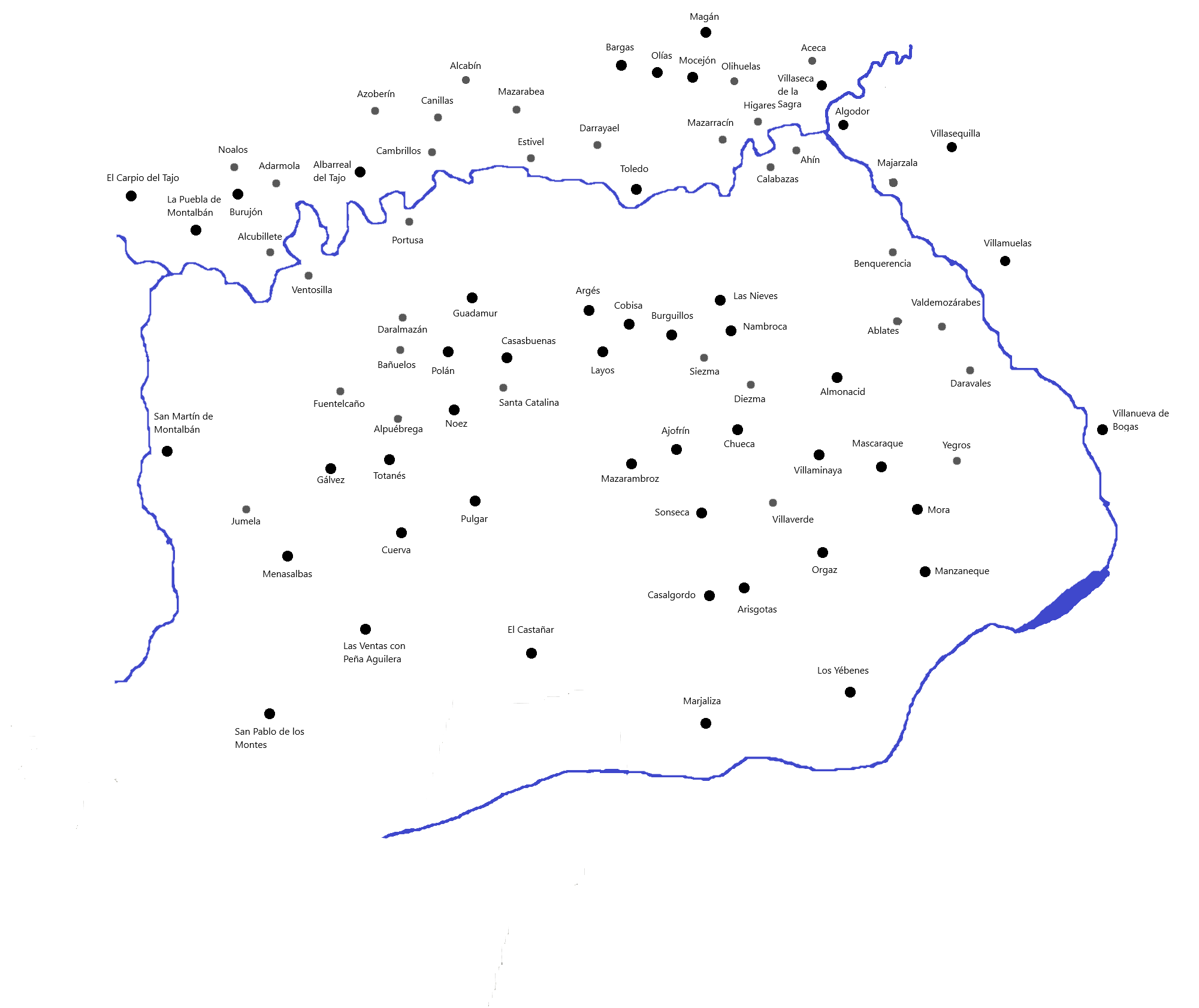
La Sisla con sus núcleos poblacionales. Los puntos negros muestran localidades actualmente pobladas, mientras que en gris se muestran a los despoblados.

Sonseca, la capital de La Sisla, es el municipio más poblado de la comarca. Desde los primeros censos, Sonseca ha estado en el top 3 en términos de población, aunque el más poblado históricamente es Mora, pues desde antes del siglo XIX y principios del XX, Mora llegó a superar a Sonseca en número de habitantes. Actualmente, Sonseca ha sido superada por localidades de la provincia de Toledo, como Yuncos y Ocaña, en términos de población total. A pesar de este cambio, Sonseca sigue siendo el centro administrativo y económico de La Sisla, con una población destacadamente alta en comparación con otros municipios de la comarca. También en la Sisla Mayor, Mora y Argés se destacan como los siguientes núcleos más poblados. Mora, con su significativa importancia histórica y económica, ocupa una de las principales posiciones poblacionales, mientras que Argés ha experimentado un notable crecimiento desde el año 2000, impulsado por su proximidad a Toledo.
Históricamente, Mora fue la localidad más poblada de La Sisla, con una población aproximada de 6000 habitantes, seguida por Sonseca con alrededor de 4000 habitantes. El crecimiento de la población en la región se vio impulsado por el Baby boom, un fenómeno demográfico que aumentó significativamente el número de habitantes en las décadas posteriores a la Guerra Civil. Desde el año 2010 la población ha crecido lentamente, con 2011 siendo el último año en que los nacimientos superaron los 1000, después de cinco años de números inferiores. La tendencia actual muestra una disminución en la natalidad, con el año 2020 marcando un mínimo histórico en el número de nacimientos. La población de La Sisla está envejecida, siguiendo una tendencia común en muchas áreas rurales de España, con una media de edad aproximada entre 45 y 50 años.

### Movimientos Migratorios
La comarca de La Sisla ha visto una notable despoblación en muchas de sus localidades menores, en parte debido a la falta de oportunidades laborales y al éxodo rural. Muchos habitantes se han trasladado a ciudades más grandes, como Toledo o Madrid, en busca de mejores condiciones de vida. A pesar de este fenómeno, localidades cercanas a Toledo, como Argés, han experimentado un crecimiento exponencial desde el año 2000. En contraste, otras localidades como Mora, que en los años 90 superaban los 11 000 habitantes, vieron su población reducirse a aproximadamente 9900 para 2021. Aunque Sonseca también ha experimentado un crecimiento, la población ha disminuido ligeramente en comparación con décadas anteriores. Por ejemplo, Casasbuenas, que en los años 40' tenía 547 habitantes, ahora cuenta con solo 182, marcando su mínimo histórico.
En La Sisla, Sonseca destaca por tener la mayor concentración de población inmigrante. La comunidad pakistaní es la más significativa entre los residentes extranjeros en la localidad, reflejando una diversidad étnica particular en comparación con otras áreas de la comarca. A nivel regional, la composición de la población inmigrante muestra una predominancia de comunidades de origen marroquí y rumano, alineándose con las tendencias observadas en otras partes de España. Los inmigrantes marroquíes y rumanos representan las principales nacionalidades en la región, coincidiendo con los patrones migratorios comunes en el país. En Sonseca también hay una pequeña presencia de alemanes (atraídos por el antiguo sector ebanístico), y estadounidenses, (de la época de la base estadounidense). 

## Economía
La economía de la comarca de La Sisla está vertebrada por un sector primario cada vez más tecnificado, un sector secundario con un notable legado histórico y pujanza en agroalimentación, energías renovables y construcción, y un sector terciario diversificado gracias al comercio, el turismo rural y una completa red de servicios financieros y hosteleros. 

### Sector primario

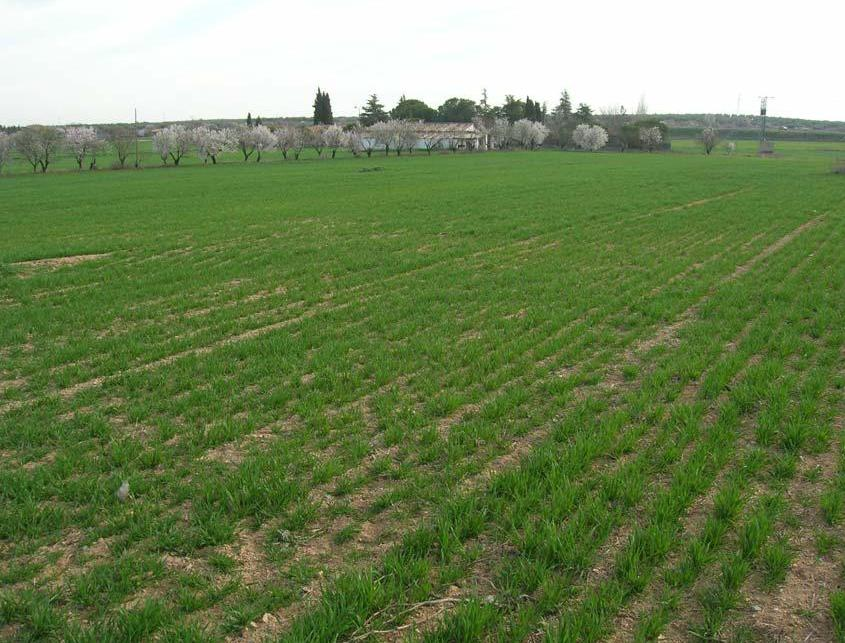
Campo de cultivo en Burguillos de Toledo

La superficie agrícola utilizada (SAU) en La Sisla alcanzó en 2023 las 12 780 hectáreas, de las cuales el 60 % se dedica a cultivo de cereales como trigo y cebada (7 650 ha), el 15 % al olivar (1 920 ha), el 17 % al viñedo (2 230 ha) y el 8 % a hortalizas y frutales (980 ha). Del total de la SAU, aproximadamente el 18 % corresponde a regadío (2 300 ha) y el 82 % a secano, mientras que 1 150 ha (9 %) están certificadas en agricultura ecológica, ofreciendo al mercado productos certificados con prácticas sostenibles. Los rendimientos medios fueron de 4,3 t/ha para el trigo y 4,1 t/ha para la cebada.
La ganadería mixta de La Sisla incluye un censo aproximado en 2023 de 3 250 cabezas de vacuno, 5 900 de ovino, 2 150 de porcino y 125 000 aves de corral, distribuidas en 88 explotaciones (32 % bovinas, 38 % ovinas, 18 % porcinas y 12 % avícolas). La producción anual estimada fue de 450 t de carne de vacuno, 320 t de carne de ovino, 280 t de carne de cerdo y 1 200 t de pollo de engorde, con un valor total de 8,3 millones de euros. Además, se procesaron 4 500 t de leche de vaca en queserías locales, lo que se traduce en una facturación de 1,2 millones de euros.
La superficie forestal de la comarca suma 3 500 ha (77 % arbolada y 23 % matorral), con aprovechamientos madereros de 3 400 m³ de encina y 7 200 t de leña/biomasa en 2022. Cinco montes están gestionados bajo certificaciones PEFC/FSC, y se recogieron 150 t de resina y 450 t de pasto, generando ingresos de 0,3 millones de euros.
Las canteras activas en Ajofrín, Sonseca, Mora y Pulgar produjeron en 2023 un total de 125 000 t de áridos, con una facturación de 1,6 millones de euros y 75 trabajadores empleados. Entre las empresas punteras destacan Canteras La Sisla S.L. y Grupo Áridex.
Históricamente, La Sisla estuvo cubierta en gran parte por viñedos, con numerosas casas privadas que contaban con lagar y bodega para la producción de vino. Sin embargo, debido a las restricciones de producción impuestas por la Unión Europea en el marco de la Política Agrícola Común, muchos viñedos han sido reemplazados por cultivos de cereales y olivos. A pesar de esta transformación, la actividad vinícola persiste en el sudeste de la comarca, especialmente en municipios como Mora y Manzaneque, donde todavía se conservan algunos viñedos y bodegas.

### Sector secundario
El sector industrial de La Sisla está formado por 52 empresas con 630 asalariados y un valor añadido bruto (VAB) de 15 millones de euros, lo que representa el 11 % del VAB comarcal. Entre 2019 y 2023, el número de empresas creció un 4,2 %, aunque el empleo descendió un 0,8 %. Existen tres polígonos industriales: Sonseca, Cobisa y Mazarambroz, que albergan 28 empresas dedicadas a diversos sectores manufactureros.
La tradición de la ebanistería en Sonseca —con origen en los siglos XIX y XX y exportaciones históricas a Alemania y Francia— ha quedado reducida (-45%) tras la crisis de 2008–2013 a ocho talleres, que facturan menos de un millón de euros en conjunto. La tradición confitera de Sonseca es  una de las más reconocidas de la provincia de Toledo, destacando por la elaboración artesanal de productos como el mazapán, o pastas marquesas. 
La construcción visó en 2023 obras que suman 92 000 m² (obra nueva y reformas) distribuidas en 130 licencias (85 urbanísticas y 45 rurales), con una inversión de 9,7 millones de euros y 140 trabajadores asalariados.

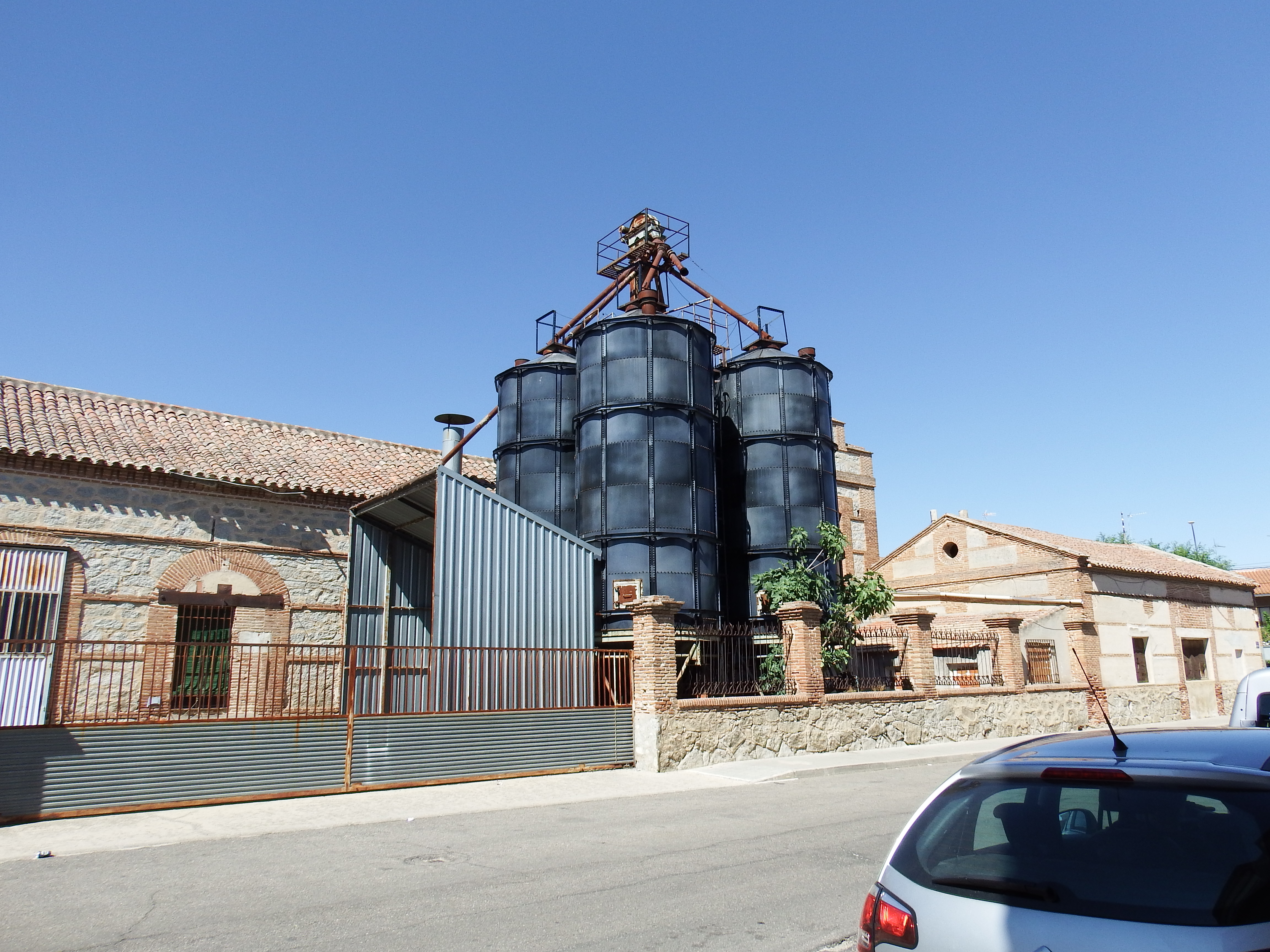
Antigua fábrica de Harina, en Sonseca

La artesanía cuenta con 29 talleres registrados que facturan 1,2 millones de euros anuales, especializándose en cerámica en Mora, torneado de madera en Orgaz y textil en Cobisa.
El sector energético incorpora 23,8 MW térmicos instalados (solar térmica y biomasa) y cinco proyectos fotovoltaicos de 12 MW totales en trámite ambiental, así como dos cooperativas energéticas locales que promueven la generación distribuida.
La agroindustria incluye cuatro molinos de harina con una producción de 22 000 t/año, siete bodegas adscritas a la DO La Mancha que producen 15 millones de litros de vino (facturación de 21 millones de euros) y cinco almazaras de aceite DOP Montes de Toledo con 3 500 t y 4,8 millones de euros de ingresos.
Asimismo, la comarca cuenta con 12 talleres textiles de confección industrial de ropa laboral y de hogar, que emplean a 95 personas y facturan 3,1 millones de euros, y cinco talleres siderúrgicos de herrería y forja, con una producción anual de 250 t de piezas metálicas (0,6 millones de euros).

### Sector terciario
El comercio minorista suma 330 establecimientos (85 de alimentación, 50 de textil y 195 de otros sectores), de los cuales 290 son pymes con 1 150 empleados y una facturación conjunta de 24,5 millones de euros.
El turismo rural dispone de 42 alojamientos —casas rurales, hostales y agroturismos— que ofertan 780 plazas. En 2023 se registraron 26 300 pernoctaciones, generando ingresos directos de 1,1 millones de euros, con 14 empresas de turismo activo que ofrecen actividades como senderismo, BTT y ornitología.
La hostelería agrupa 95 locales, entre asadores y restaurantes de cocina manchega, que emplean a 410 personas y acumulan tres galardones de la Diputación de Toledo en 2023 por su calidad gastronómica.
El sector financiero cuenta con once oficinas bancarias de entidades como BBVA, Santander, CaixaBank y Bankia, y seis corredurías de seguros que gestionan activos por valor de 120 millones de euros; el 68 % de los hogares mantiene hipotecas activas, reflejo del dinamismo crediticio en la comarca.

## Administración
La Sisla no está reconocida como comarca oficial ni por la Diputación de Toledo ni por la Junta de Comunidades de Castilla-La Mancha, así que no tiene órganos propios ni administración comarcal. La Sisla no ha sido nunca una división administrativa oficial, sino que se ha considerado tradicionalmente como una comarca de carácter geográfico, histórico y cultural.

### Organización Municipal
En el ámbito municipal, el Partido Popular (PP) mantiene una clara dominancia, controlando 18 de los 30 ayuntamientos de la comarca. Este dominio lo convierte en la fuerza política mayoritaria de lejos, controlando más de la mitad de todos los ayuntamientos. El Partido Socialista Obrero Español (PSOE), aunque no alcanza el nivel del PP, gobierna en 12 municipios, siendo la segunda fuerza más importante en la mayoría de los ayuntamientos que no controla. Por su parte, partidos como VOX, Podemos e IU tienen representación en varios ayuntamientos, pero ninguno de ellos ha logrado conquistar una alcaldía, quedando al margen. Así, el PP y el PSOE siguen siendo las fuerzas predominantes en la política municipal de la comarca.
En la siguiente tabla se muestran los partidos que gobiernan en cada municipio tras las elecciones municipales del 28 de mayo de 2023.
| Municipio                    | Gobierno 2019-2023 | Gobierno 2019-2023 | Gobierno 2023-2027 | Gobierno 2023-2027 |
| ---------------------------- | ------------------ | ------------------ | ------------------ | ------------------ |
| Ajofrín                      |                    |                    |                    |                    |
| Almonacid de Toledo          |                    |                    |                    |                    |
| Argés                        |                    |                    |                    |                    |
| Burguillos de Toledo         |                    |                    |                    |                    |
| Casasbuenas                  |                    |                    |                    |                    |
| Chueca                       |                    |                    |                    |                    |
| Cobisa                       |                    |                    |                    |                    |
| Cuerva                       |                    |                    |                    |                    |
| Gálvez                       |                    |                    |                    |                    |
| Guadamur                     |                    |                    |                    |                    |
| Las Ventas con Peña Aguilera |                    |                    |                    |                    |
| Layos                        |                    |                    |                    |                    |
| Los Yébenes                  |                    |                    |                    |                    |
| Manzaneque                   |                    |                    |                    |                    |
| Marjaliza                    |                    |                    |                    |                    |
| Mascaraque                   |                    |                    |                    |                    |
| Mazarambroz                  |                    |                    |                    |                    |
| Menasalbas                   |                    |                    |                    |                    |
| Mora                         |                    |                    |                    |                    |
| Nambroca                     |                    |                    |                    |                    |
| Noez                         |                    |                    |                    |                    |
| Orgaz                        |                    |                    |                    |                    |
| Pulgar                       |                    |                    |                    |                    |
| Polán                        |                    |                    |                    |                    |
| San Martín de Montalbán      |                    |                    |                    |                    |
| San Pablo de los Montes      |                    |                    |                    |                    |
| Sonseca                      |                    |                    |                    |                    |
| Totanés                      |                    |                    |                    |                    |
| Villaminaya                  |                    |                    |                    |                    |
| Villanueva de Bogas          |                    |                    |                    |                    |

En la mayoría de los municipios, el Partido Popular es el partido con mayor número de concejalías, seguido por el Partido Socialista Obrero Español. A continuación se sitúan VOX, Podemos, agrupaciones independientes y, en último lugar, Izquierda Unida.
La mayoría de las alcaldías se han constituido mediante coaliciones. Es habitual que PP y VOX formen alianzas para alcanzar la mayoría, mientras que PSOE, Podemos e IU suelen unirse en bloques de izquierda.
En la siguiente tabla se muestran los resultados de las elecciones municipales de 2023, incluyendo el número de concejales obtenidos por cada partido en los distintos municipios. Las celdas en blanco indican que el partido no se presentó en ese municipio. En el caso de los independientes, un espacio en blanco señala que no se presentaron agrupaciones locales en esa localidad.
| Municipio                    |   |   |   |   |   | IND |
| ---------------------------- | - | - | - | - | - | --- |
| Ajofrín                      | 5 | 6 |   |   |   |     |
| Almonacid de Toledo          | 2 | 5 |   |   |   |     |
| Argés                        | 4 | 8 | - |   | 1 |     |
| Burguillos de Toledo         | 4 | 4 |   |   | 1 | 2   |
| Casasbuenas                  | 1 | 4 |   |   |   |     |
| Chueca                       | 1 | 4 |   |   |   |     |
| Cobisa                       | 5 | 3 | 1 |   | 2 |     |
| Cuerva                       | 4 | 5 |   |   |   |     |
| Gálvez                       | 3 | 7 |   |   | 1 |     |
| Guadamur                     | 4 | 5 |   |   |   |     |
| Las Ventas con Peña Aguilera | 3 | 6 |   |   |   |     |
| Layos                        | 4 | 2 |   |   | 2 |     |
| Los Yébenes                  | 7 | 6 |   |   |   |     |
| Manzaneque                   | 5 | 2 |   |   |   |     |
| Marjaliza                    | 2 | 5 |   |   |   |     |
| Mascaraque                   | 5 | 1 |   |   | 1 |     |
| Mazarambroz                  | 3 | 4 | 2 |   |   |     |
| Menasalbas                   | 3 | 8 | 0 |   |   |     |
| Mora                         | 6 | 6 |   | 0 | 0 | 1   |
| Nambroca                     | 6 | 5 | 0 |   | 2 |     |
| Noez                         | 6 | 1 |   |   | 0 |     |
| Orgaz                        | 6 | 5 |   |   |   |     |
| Pulgar                       | 6 | 2 |   |   | 1 |     |
| Polán                        | 3 | 8 | 0 |   |   |     |
| San Martín de Montalbán      | 5 | 2 |   |   |   | 0   |
| San Pablo de los Montes      | 5 | 3 | 0 |   | 1 |     |
| Sonseca                      | 6 | 7 |   | 2 | 2 |     |
| Totanés                      | 3 | 4 |   |   |   |     |
| Villaminaya                  | 5 | 2 |   |   |   |     |
| Villanueva de Bogas          | 1 | 6 |   |   |   |     |

| Ayuntamientos de La Sisla |
| --- |
| Ayuntamiento de Ajofrín, Ayuntamiento de Almonacid de Toledo, Ayuntamiento de Argés, Ayuntamiento de Burguillos de Toledo, Ayuntamiento de Casasbuenas, Ayuntamiento de Chueca, Ayuntamiento de Cobisa, Ayuntamiento de Cuerva, Ayuntamiento de Gálvez, Ayuntamiento de Guadamur, Ayuntamiento de Las Ventas con Peña Aguilera, Ayuntamiento de Layos, Ayuntamiento de Los Yébenes, Ayuntamiento de Manzaneque, Ayuntamiento de Marjaliza, Ayuntamiento de Mascaraque, Ayuntamiento de Mazarambroz, Ayuntamiento de Menasalbas, Ayuntamiento de Mora, Ayuntamiento de Nambroca, Ayuntamiento de Noez, Ayuntamiento de Orgaz, Ayuntamiento de Pulgar, Ayuntamiento de Polán, Ayuntamiento de San Martín de Montalbán, Ayuntamiento de San Pablo de los Montes, Ayuntamiento de Sonseca, Ayuntamiento de Totanés, Ayuntamiento de Villaminaya, Ayuntamiento de Villanueva de Bogas |

### Comarcas
La Sisla fue desmembrada cuando la Diputación de Toledo creó las comarcas, y casi todos sus municipios fueron incorporados a los Montes de Toledo. Aunque tiene sentido geográficamente, no siempre es lo más adecuado. Localidades como Los Yébenes y Marjaliza, que históricamente pertenecen a ambas zonas, suelen incluirse en los Montes de Toledo, mientras que Sonseca, aunque está en La Sisla, no tiene las características básicas de esta comarca. Mora y Villanueva de Bogas, por su proximidad y terreno, fueron asignadas a Mancha Alta de Toledo.
La actual Comarca de los Montes de Toledo está formada por los municipios de Sonseca, Los Yébenes, Argés, Nambroca, Cobisa, Navahermosa, Polán, Gálvez, Burguillos de Toledo, Urda, Menasalbas, Orgaz, Ajofrín, San Pablo de los Montes, Guadamur, Pulgar, Cuerva, Mazarambroz, Las Ventas con Peña Aguilera, Noez, Almonacid de Toledo, San Martín de Montalbán, Layos, Villaminaya, Mascaraque, Manzaneque, Totanés, Marjaliza, Chueca, Casasbuenas y Hontanar. Casi la totalidad de estos pertenecen a La Sisla.
La actual Comarca de Mancha Alta de Toledo está formada por los municipios de Quintanar de la Orden, Madridejos, Consuegra, Villacañas, Mora, Corral de Almaguer, La Puebla de Almoradiel, Miguel Esteban, Villafranca de los Caballeros, La Villa de Don Fadrique, Villanueva de Alcardete, Villatobas, Tembleque, El Toboso, Camuñas, Quero, Turleque, El Romeral, Villanueva de Bogas y Cabezamesada.
Podemos considerar a ambas sucesoras de La Sisla por contener al menos un municipio de los municipios que originalmente formaban parte de esta comarca. Aunque la reorganización comarcal cambió su distribución, muchos de estos municipios siguen siendo de forma histórica, geográfica y cultural parte de La Sisla.

### Partidos Judiciales
En lo que respecta a la administración judicial, La Sisla se encuentra dividida en dos partidos judiciales:
Partido Judicial de Orgaz: Con sede en la localidad y municipio de Orgaz, el Partido Judicial N.º 2 de la provincia de Toledo.
Abarca 19 municipios: Ajofrín, Almonacid de Toledo, Camuñas, Chueca, Consuegra, Madridejos, Manzaneque, Marjaliza, Mascaraque, Mazarambroz, Mora, Orgaz, Sonseca, Turleque, Urda, Villafranca de los Caballeros, Villaminaya, Villanueva de Bogas y Los Yébenes. 
Partido judicial de Toledo: Con sede en la localidad y capital provincial, Toledo, el partido judicial N.º 5 de la provincia de Toledo.
Abarca 24 municipios: Argés, Bargas, Burguillos de Toledo, Casasbuenas, Cobisa, Cuerva, Gálvez, Guadamur, Hontanar,  Layos, Magán, Menasalbas, Mocejón, Nambroca, Navahermosa, Noez, Olías del Rey, Polán, Pulgar, San Martín de Montalbán, San Pablo de los Montes, Toledo, Totanés y Las Ventas con Peña Aguilera.

## Cultura

### Gastronomía
La gastronomía de La Sisla se distingue por su combinación de productos agrícolas autóctonos y tradiciones culinarias arraigadas. Los productos de la comarca han alcanzado reconocimiento tanto a nivel nacional como internacional, destacándose por su calidad y características únicas.

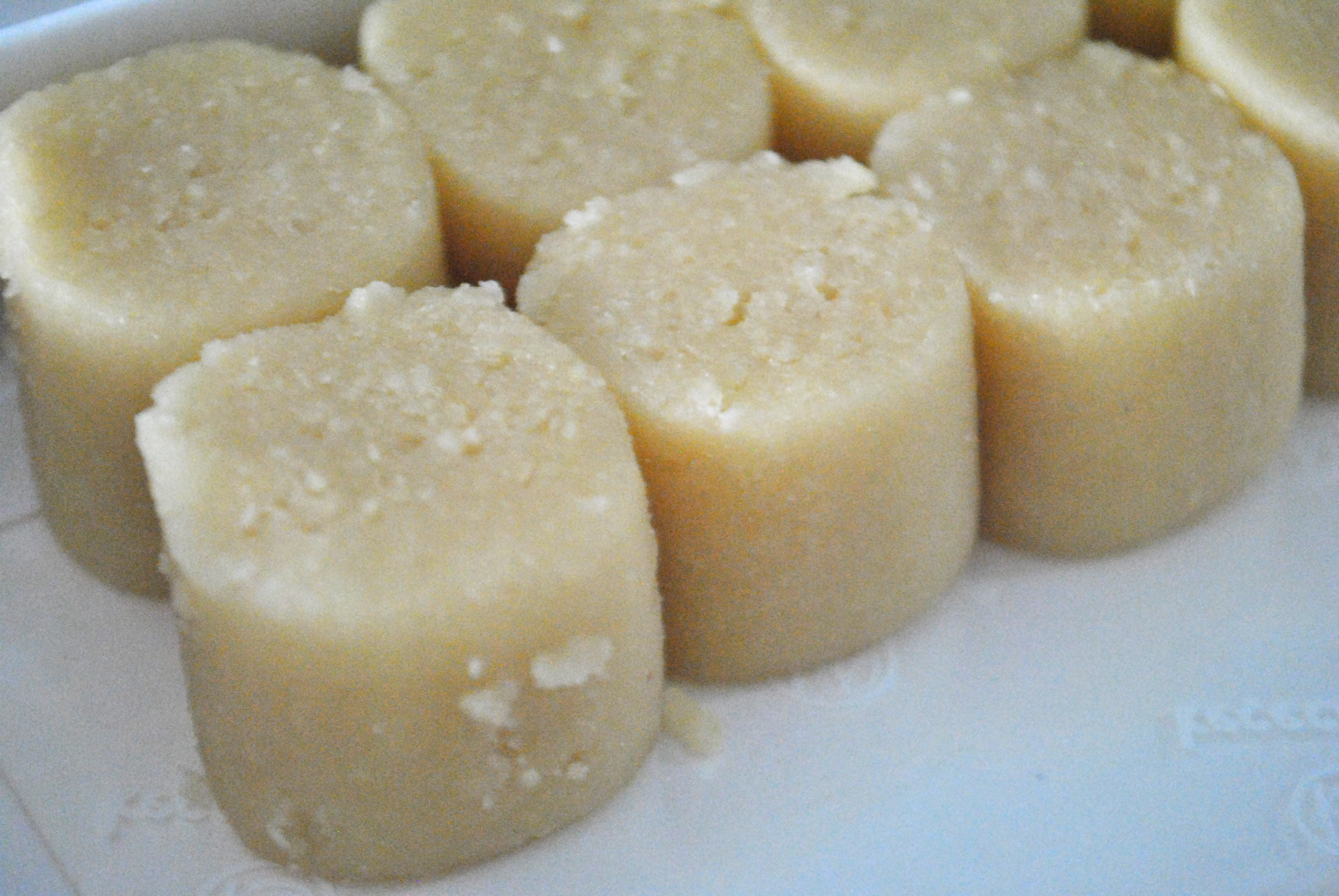
Mazapán

El mazapán de Sonseca es otro producto destacado de la gastronomía local, conocido por su elaboración basada en almendras y azúcar. Este dulce tradicional, que se elabora a partir de una pasta de almendra finamente molida y azúcar, presenta una textura suave y un sabor delicado. La receta del mazapán ha sido transmitida a lo largo de generaciones y sigue siendo un importante elemento de la repostería local.
La preparación del mazapán implica la mezcla de almendras molidas con azúcar y agua, seguido de un proceso de amasado y moldeado en formas diversas, frecuentemente asociadas con festividades. La calidad de las almendras utilizadas es crucial para el resultado final, y la habilidad del maestro reposteros en la técnica de elaboración asegura la superioridad del producto. El mazapán de Sonseca goza de reconocimiento por su excelencia y es frecuentemente presentado en celebraciones y eventos especiales.
La Sisla también es conocida por una variedad de productos agrícolas que forman parte integral de su cocina. Entre ellos, se destacan los siguientes:

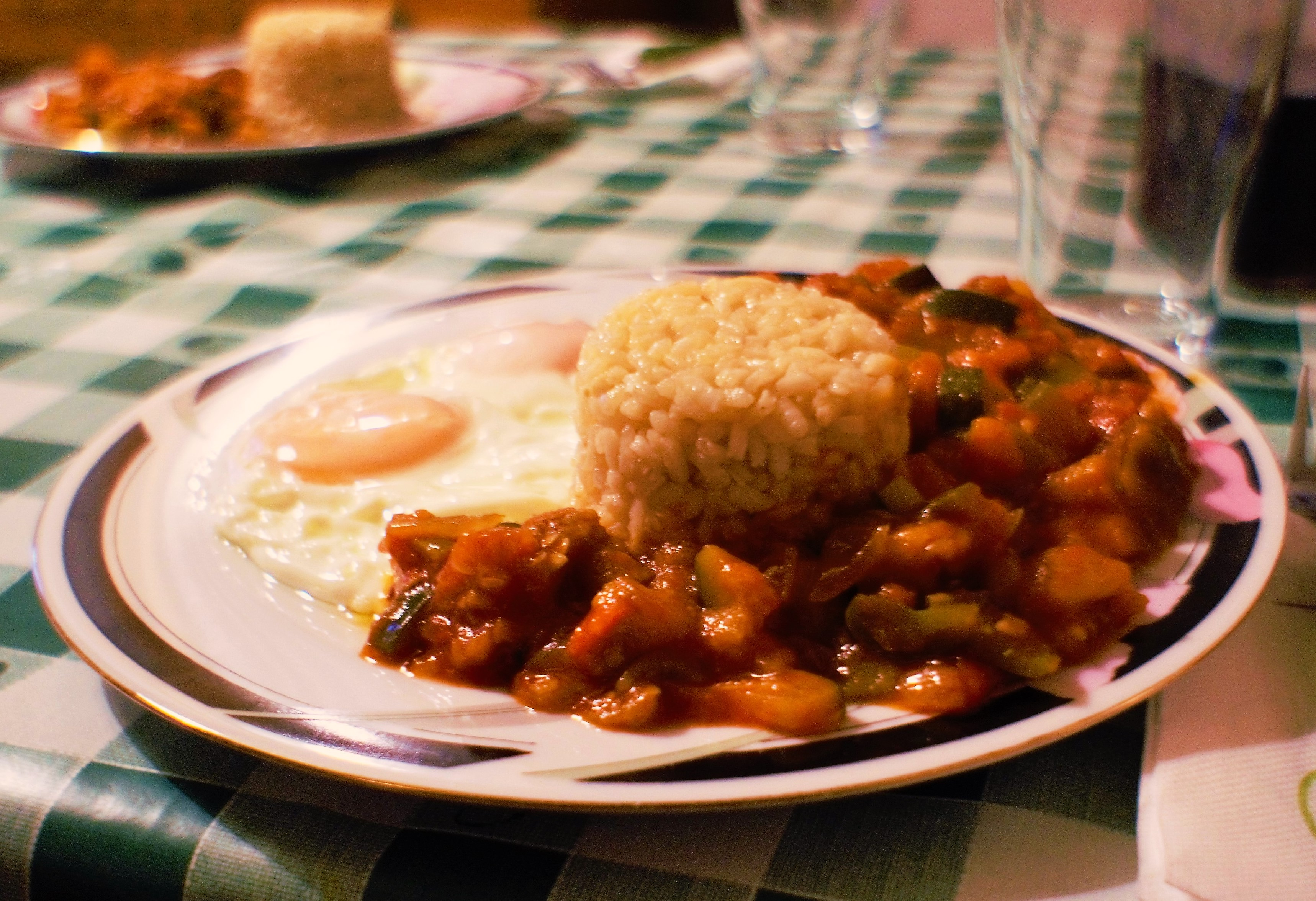
Pisto manchego

- Pisto Manchego: este plato se compone de una mezcla de verduras como tomates, pimientos, calabacines y cebollas, cocinadas en aceite de oliva. El pisto manchego es característico de la región y puede servirse con huevo frito o carne, siendo un ejemplo representativo de la cocina local.
- Gachas Manchegas: las gachas son una preparación tradicional a base de harina de trigo cocida con agua y a menudo enriquecida con ingredientes como chorizo o tocino. Este plato refleja la herencia agrícola de La Sisla y su capacidad para transformar ingredientes simples en comidas sustanciosas.[225]
- Caldereta de Cordero: la caldereta es un estofado de cordero cocido lentamente con verduras y especias. La carne de cordero, apreciada por su calidad en La Sisla, es el ingrediente principal de este plato, que es emblemático de la cocina de la región.[226]

## Municipios

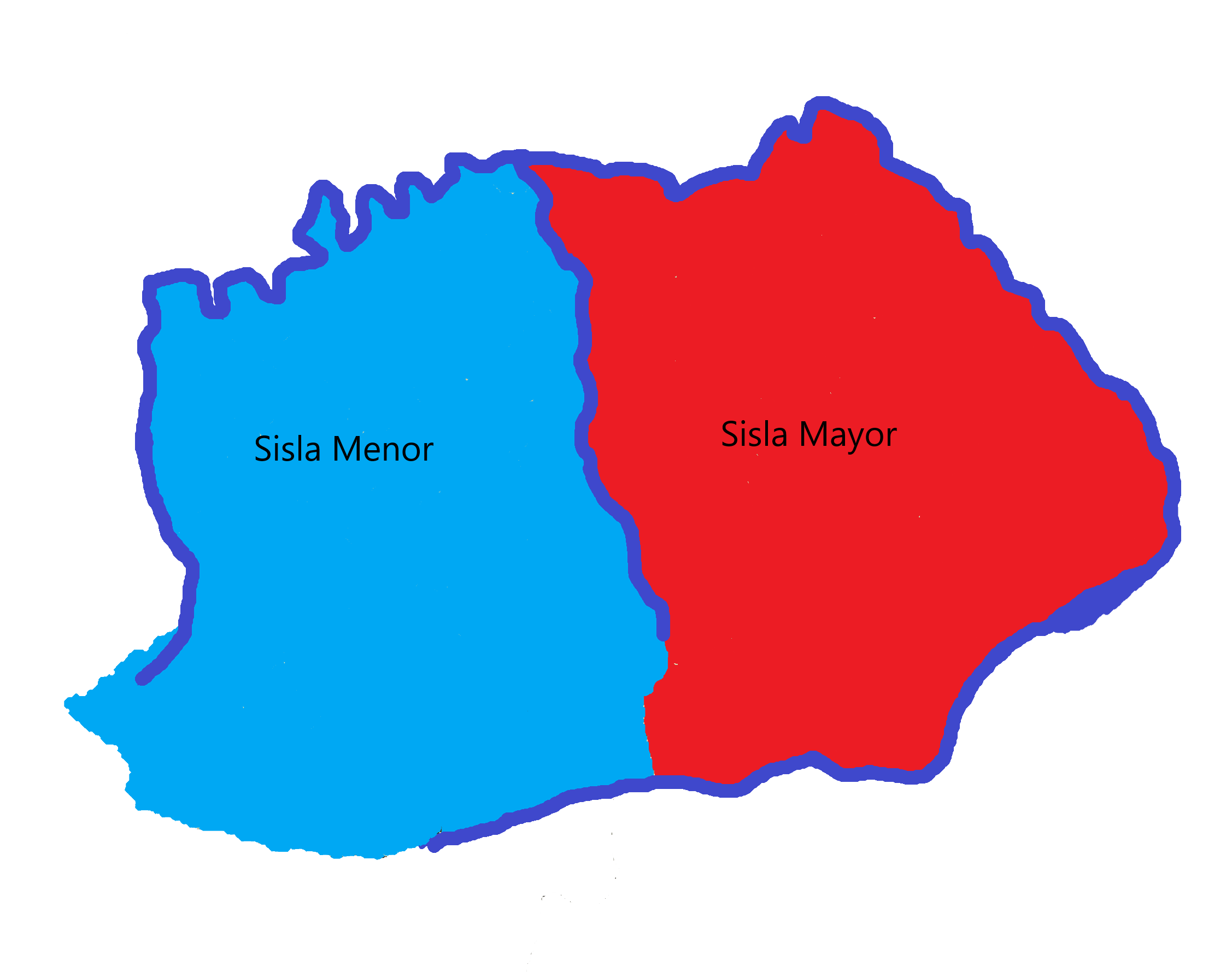
División geográfica de La Sisla. Los terrenos encontrados al oeste del Guajaraz son Sisla Menor, y los que se encuentran al este, Sisla Mayor.

La Sisla está formada por 30 municipios:Ajofrín, Almonacid de Toledo, Argés, Burguillos de Toledo, Casasbuenas, Chueca, Cobisa, Cuerva, Gálvez, Guadamur, Las Ventas con Peña Aguilera, Layos, Los Yébenes, Manzaneque, Marjaliza, Mascaraque, Mazarambroz, Menasalbas, Mora, Nambroca, Noez, Orgaz, Pulgar, Polán, San Martín de Montalbán, San Pablo de los Montes, Sonseca, Totanés, Villaminaya y Villanueva de Bogas.
Los límites de La Sisla son difusos. Por ejemplo, Villanueva de Bogas es a veces considerado como parte de La Sisla y otras de La Mancha, por más que el núcleo poblacional se encuentre al este del Río Algodor, por lo que correspondería ser parte de La Mancha. Hay veces que los municipios de Cuerva, Los Yébenes, Marjaliza, Menasalbas, San Martín de Montalbán y San Pablo de los Montes son considerados como parte de la Comarca de los Montes de Toledo. Esto tiene sentido, ya que la separación entre La Sisla y los Montes de Toledo es muy difusa, pues hay municipios como los anteriormente mencionados que debido a sus características montañosas, deberían de ser considerados como de los Montes de Toledo, pero al estar entre los límites de La Sisla, es necesario considerarlos como tal.
Por lo tanto, el núnero de municipios de La Sisla varía de hasta 30 hasta solo 22. 

### Anexo:Municipios de La Sisla
A continuación se muestran los 30 municipios que componen la Comarca de La Sisla, junto con su población actual y sus respectivos términos municipales.
| Escudo | Municipio                    | Población (INE 2024) | Densidad        | Superficie  | Término municipal |
| ------ | ---------------------------- | -------------------- | --------------- | ----------- | ----------------- |
|        | Ajofrín                      | 2350                 | 66,95 hab./km²  | 35,1 km²    |                   |
|        | Almonacid de Toledo          | 931                  | 9,72 hab./km²   | 95,78 km²   |                   |
|        | Argés                        | 7014                 | 295,45 hab./km² | 23,74 km²   |                   |
|        | Burguillos de Toledo         | 3744                 | 131,79 hab./km² | 28,41 km²   |                   |
|        | Casasbuenas                  | 193                  | 6,34 hab./km²   | 30,46 km²   |                   |
|        | Chueca                       | 249                  | 22,40 hab./km²  | 11,12 km²   |                   |
|        | Cobisa                       | 4500                 | 310,77 hab./km² | 14,48 km²   |                   |
|        | Cuerva                       | 1260                 | 33,59 hab./km²  | 37,51 km²   |                   |
|        | Gálvez                       | 3006                 | 54,65 hab./km²  | 55 km²      |                   |
|        | Guadamur                     | 1782                 | 46,61 hab./km²  | 38,23 km²   |                   |
|        | Las Ventas con Peña Aguilera | 1118                 | 8,17 hab./km²   | 140,09 km²  |                   |
|        | Layos                        | 906                  | 49,27 hab./km²  | 18,39 km²   |                   |
|        | Los Yébenes                  | 5753                 | 8,50 hab./km²   | 676,98 km²  |                   |
|        | Manzaneque                   | 398                  | 33,17 hab./km²  | 12 km²      |                   |
|        | Marjaliza                    | 264                  | 4,00 hab./km²   | 66 km²      |                   |
|        | Mascaraque                   | 424                  | 6,45 hab./km²   | 65,7 km²    |                   |
|        | Mazarambroz                  | 1270                 | 5,88 hab./km²   | 216,02 km²  |                   |
|        | Menasalbas                   | 2485                 | 13,85 hab./km²  | 179,44 km²  |                   |
|        | Mora                         | 9930                 | 58,90 hab./km²  | 168,57 km²  |                   |
|        | Nambroca                     | 5250                 | 63,96 hab./km²  | 82,08 km²   |                   |
|        | Noez                         | 990                  | 28,93 hab./km²  | 34,22 km²   |                   |
|        | Orgaz                        | 2595                 | 16,79 hab./km²  | 154,48 km²  |                   |
|        | Pulgar                       | 1600                 | 41,45 hab./km²  | 38,6 km²    |                   |
|        | Polán                        | 3932                 | 24,78 hab./km²  | 158,7 km²   |                   |
|        | San Martín de Montalbán      | 759                  | 5,62 hab./km²   | 135 km²     |                   |
|        | San Pablo de los Montes      | 1644                 | 16,28 hab./km²  | 101 km²     |                   |
|        | Sonseca                      | 11328                | 190,19 hab./km² | 59,56 km²   |                   |
|        | Totanés                      | 371                  | 14,25 hab./km²  | 26,04 km²   |                   |
|        | Villaminaya                  | 497                  | 23,67 hab./km²  | 21 km²      |                   |
|        | Villanueva de Bogas          | 676                  | 11,86 hab./km²  | 57 km²      |                   |
| Total: | 30                           | 77 219               | 32.085          | 2658.11 km² |                   |